# Peggy Lee
Pour les articles homonymes, voir Lee.

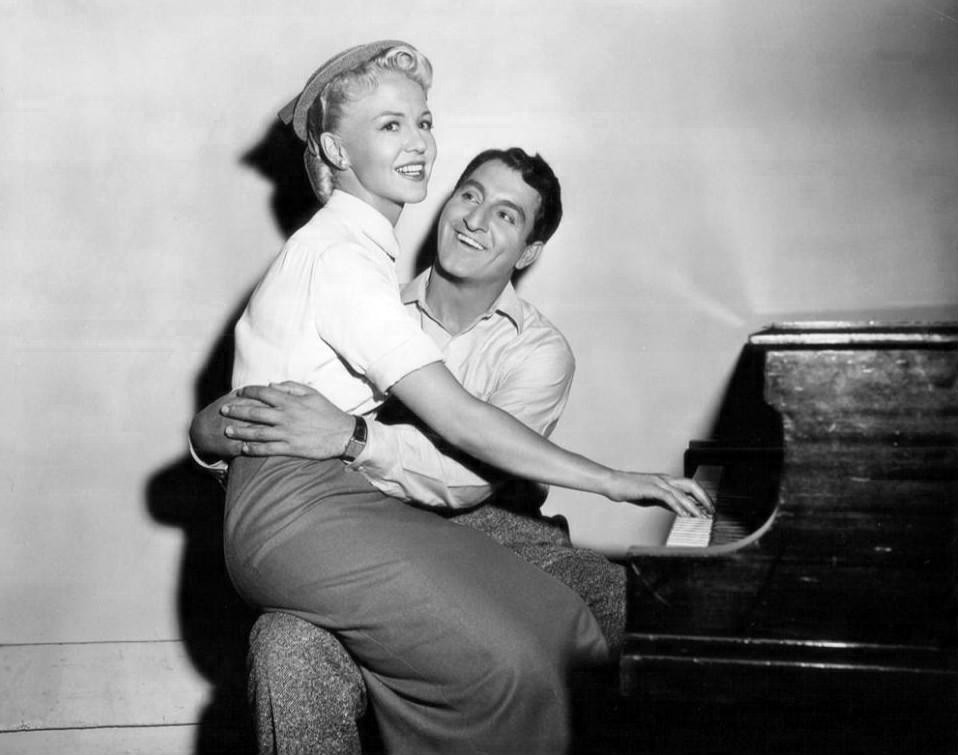
Peggy Lee avec Danny Thomas en 1951.

Peggy Lee est une chanteuse, auteure-compositrice de chansons et actrice occasionnelle américaine, née le 26 mai 1920 à Jamestown dans l'État du Dakota du Nord et morte le 21 janvier 2002 à Los Angeles, dans le quartier Bel Air dans l'État de la Californie.

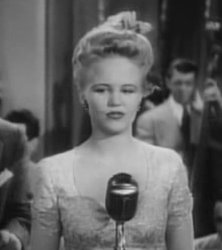
Peggy Lee dans Le Cabaret des étoiles (1943).

Peggy Lee a exercé une importante influence dans le domaine de la musique populaire et de la variété internationale, comme le soulignent des artistes aussi divers que Paul McCartney, Bette Midler, Madonna, k.d. lang, Elvis Costello, Dr. John. En tant qu'auteure-interprète-compositrice, elle a collaboré avec Benny Goodman, Dave Barbour (son premier mari), Nelson Riddle, Joe Harnell, Sonny Burke, Quincy Jones, Billy May, George Shearing, Benny Carter, Sy Oliver, Jerry Leiber et Mike Stoller, Victor Young, Francis Lai, Toots Thielemans, Randy Newman, Benny Golson, Dave Grusin, Shorty Rogers, Lalo Schifrin, Mike Melvoin, Ralph Carmichael, Bill Holman, Johnny Mandel et Duke Ellington ; ce dernier a déclaré  au sujet des talents de chanteuse de Peggy Lee  « Si je suis le Duc, alors Peggy est la Reine ». Tony Bennett la célèbre comme étant la Frank Sinatra féminine.
Par son grain de voix, elle a été associée aux grandes chanteuses de jazz et de blues comme Billie Holiday, Mildred Bailey, Ella Fitzgerald et Bessie Smith.
En tant qu'actrice, elle a été nommée aux Oscars pour son rôle de Rose Hopkins dans le film de Jack Webb La Peau d'un autre.
Frank Sinatra, Ella Fitzgerald, Judy Garland, Dean Martin, Bing Crosby et Louis Armstrong l'ont tous citée comme une de leurs chanteuses préférées.

## Biographie

### Jeunesse et formation

#### Une enfant souffre-douleur
Peggy Lee (Norma Deloris Egstrom) est la sixième des sept enfants de Marvin Egstrom, un cheminot d'origine suédoise qui travaille comme responsable du dépôt de la Midland Continental Railroad (en) et de Selma (Anderson) Egstrom, d'origine norvégienne. Après des problèmes d'alcoolisme Marvin Egstrom est rétrogradé de son poste de contremaître à simple agent  de gare et il est muté à Jamestown dans l'État du Dakota du Nord. Les Egstrom donnent naissance en 1903 à Milford trois mois après leur mariage qui a eu lieu en octobre 1903, puis à Della (1905),  Leonard (1908), Marion (1913), Clair (1916), et enfin Norma qui naît le 26 mai 1920 au Trinity Hospital de Jamestown ; seize mois après la naissance de Norma, Selma est à nouveau enceinte et le  21 juin 1922 elle accouche d'une enfant mort née Gloria,,,.
Le 7 août 1924,  Selma Egstrom décède à l'âge de 39 ans des suites d'un diabète mal pris en charge. Norma a quatre ans, après les funérailles de sa mère à l'église luthérienne scandinave, Norma idéalise sa mère. Son père redevient alcoolique et délaisse ses enfants. Conscient de son état il embauche une veuve pour s'occuper de ses enfants, Minnie Schaumberg Wiese, une germano-américaine de 31 ans. Le 27 décembre 1924, Minnie Schaumberg Wiese, dite Min Schaumberg, s'installe chez les Egstrom avec son fils Edwin âgé de 8 ans. En 1925, Marvin Egstrom épouse Min. Il s'avère qu'il s'agit d'une femme brutale et  également alcoolique qui bat la jeune Norma soit à coup de badine d'osier jusqu'au sang, soit à coup de poêle, soit à coup de sangle de rasoir en cuir qui lui laisse une cicatrice sur le visage,,.

#### Le déménagement à Nortonville
En 1926 ou 1928 (selon les sources), à la suite de détournements de marchandises, le chef de gare suspecte Marvin Egstrom et le mute, c'est ainsi que la famille Egstrom s'installe dans le village de Nortonville (Dakota du nord) située à 45 km au sud de Jamestown et peuplé de 125 habitants. Marvin Egstrom y loue un appartement où on s'éclaire avec des lampes à pétrole. Le dimanche, quand elle a fini ses corvées diverses, Norma se précipite à l'église où elle peut écouter les chants et le son du piano tout en espérant qu'elle pourra un jour en jouer,.
En 1928, Norma, lors d'un séjour en colonie de vacances à Spiritwood Lake, confie à une de ses camarades « un jour, je serai dans le monde du spectacle », quand sa camarade lui demande pour faire quoi, Norma lui répond « comme chanteuse ! ». Deux ans après, Norma écrit sa première chanson au titre prophétique If I could swing with a band (« Si je pouvais swinguer avec un groupe »). Ce qui montre comment à dix ans la jeune Norma est déterminée quant à son avenir.

#### Les premiers pas dans la musique
En 1929, éclate la grande Dépression, l'hiver 1929-1930 est particulièrement rude dans le Dakota du Nord, le 5 janvier 1930 le dépôt ferroviaire de Nortonville prend feu, incendiant la maison des Egstrom qui sont obligés de trouver une nouvelle location à Nortonville. La nouvelle voisine des Egstrom est une madame Buck qui est considérée comme étant la meilleure pianiste du comté ; elle joue du piano à l'église méthodiste et donne des leçons de piano à de nombreuses jeunes filles. C'est auprès d'elle que la jeune Norma va prendre ses premières leçons de piano. En quelques années, elle est capable de  jouer des succès de l'époque comme Night and Day, Georgia on my Mind, My Blue Heaven (chanson), ... et passe à la radio locale en compagnie de sa professeure, madame Buck. Parallèlement, Norma découvre le cinéma et les stars comme Janet Gaynor ou Clara Bow surnommée "It Girl",.

#### La folie croissante de sa belle mère
En septembre 1932, La jeune Norma est victime d'une crise d'appendicite avec un risque de péritonite, son frère aîné, Clair, la conduit à l'hôpital où elle est opérée, elle en sort le 13 octobre 1932. La folie malfaisante de sa belle-mère Min Schaumberg monte d'un cran, quand Norma commence à se plaindre de ses maux de ventre, de sa fièvre et de ses nausées, Min ignore ses plaintes et veut la cloîtrer dans la maison, il a fallu que son frère Clair la menace avec un pistolet pour qu'il puisse amener Norma à l'hôpital. Quand Norma est de retour, Min ignore les soins et préventions liés à sa convalescence en lui imposant des corvées les plus dures au regard de son état, elle la frappe sauvagement au point de faire sauter ses agrafes post-opératoires. La jeune Norma n'en peut plus au point qu'elle songe à se suicider en buvant du Lysol.

#### Le déménagement à Wimbledon
À l'été 1934, la Midland Continental Railroad mute Marvin Egstrom à son terminus de Wimbledon, une bourgade de 300 habitants. La famille Egstrom est logée au second étage du dépôt, dans un appartement qui bénéficie de l'électricité et de l'eau courante. Marvin Egstrom se sépare de Min Schaumberg, qui elle aussi travaille pour la Midland Continental Railroad, cette dernière a décidé de l'affecter à Millarton, mais elle peut passer les week-ends à Wimbledon,.
Le 10 septembre 1934, Norma commence ses études secondaires, ses camarades de classes la surnomme « Eggy ». Lors d'une réunion de parents d'élèves, Norma et trois autres élèves donnent un petit récital qui est remarqué par la presse locale qui l'interviewe.

#### La découverte du jazz

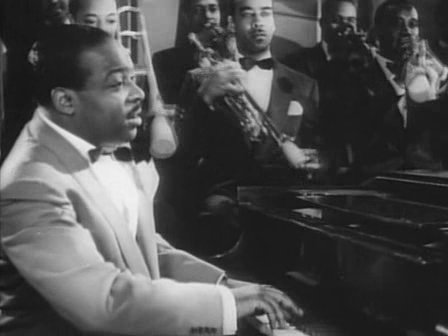
Count Basie.

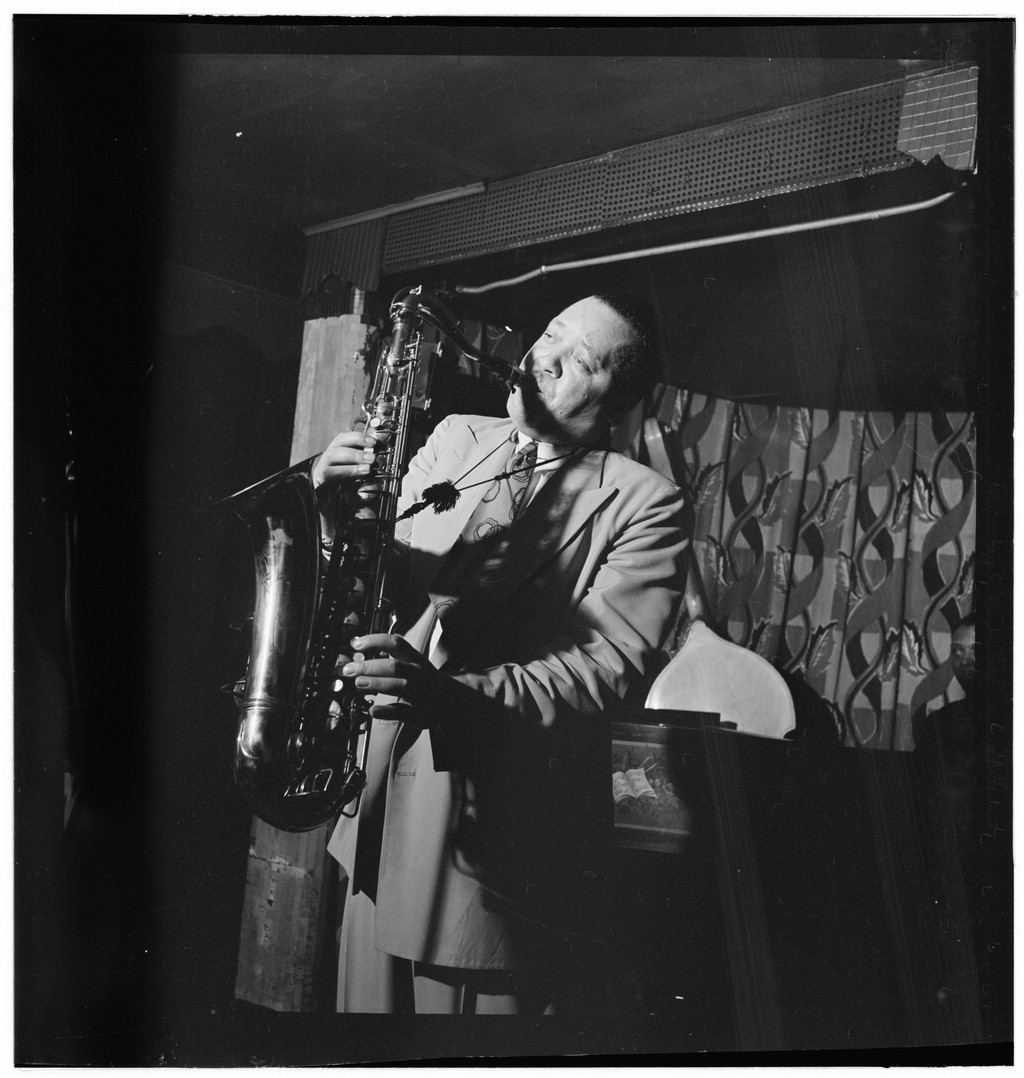
Photographie de Lester Young prise lors d'un concert en 1946.

Ayant l'électricité à la maison, les Egstrom  achètent un poste de radio et pour la première fois la jeune Norma peut écouter les succès à la mode, découvre le clarinettiste Benny Goodman et son big band, les orchestres de Cab Calloway, de Duke Ellington, la trompette de Louis Armstrong, les chanteuses Bessie Smith et Mildred Bailey mais surtout les sonorités de l'orchestre de Count Basie. La musique de ce dernier agit sur elle comme une drogue. Elle est plus particulièrement fascinée par deux des membres de son orchestre le saxophoniste Lester Young pour ses envolées lyriques et la voix de son chanteur Jimmy Rushing ,,.

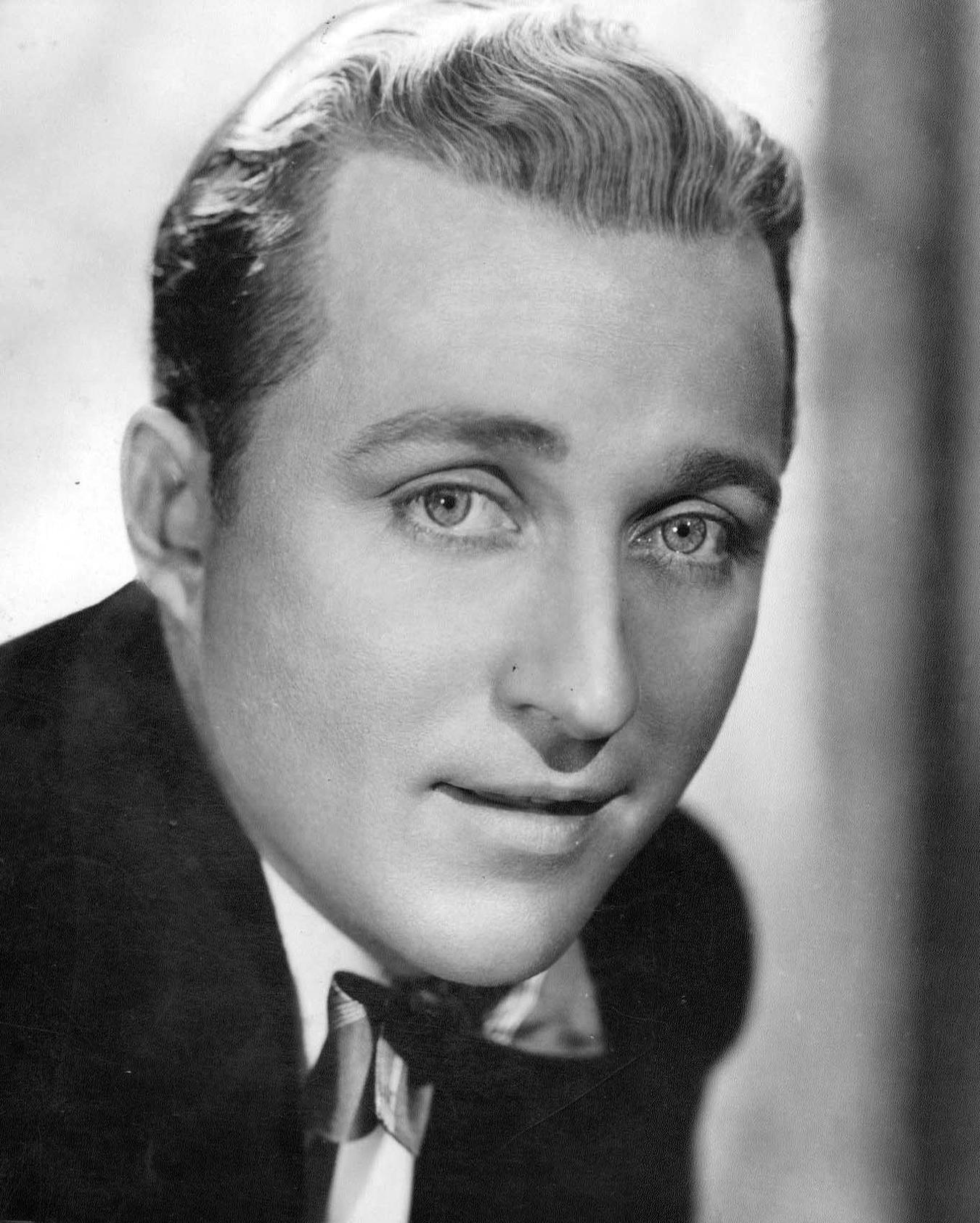
Photographie de Bing Crosby prise en 1930.

En 1935, Norma va au cinéma et voit le film musical Mississippi où elle découvre Bing Crosby, une superstar d'un style nouveau de chanteur celui de crooner, style rendu possible par les améliorations du microphone. Bing Crosby est influencé aussi bien par des chanteurs Afro-Américains tels que Louis Armstrong, Bessie Smith, Ethel Waters ou des chanteuses Blanches comme Mildred Bailey, Connie Boswell, Lee Wiley et les sonorités de la trompette de Bix Beiderbecke et du tromboniste Jack Teagarden. La découverte de Bing Crosby est aussi importante que celle de Count Basie comme influence majeure du futur style de Norma quand elle deviendra Peggy Lee.
Norma écoute régulièrement les émissions animées par Bob Ingstad sur la station de radio KOVC de Valley City dans le Dakota du Nord. Bob Ingstad qui a engagé une jeune chanteuse Edith Butcher pour qu'elle chante les succès à la mode accompagnée par Doc Haynes au piano et une section rythmique, une petite formation de jeunes amateurs. Bob Ingstad a également embauché dans son staff la pianiste Belle Ginsberg de l'université du Dakota du Nord.    

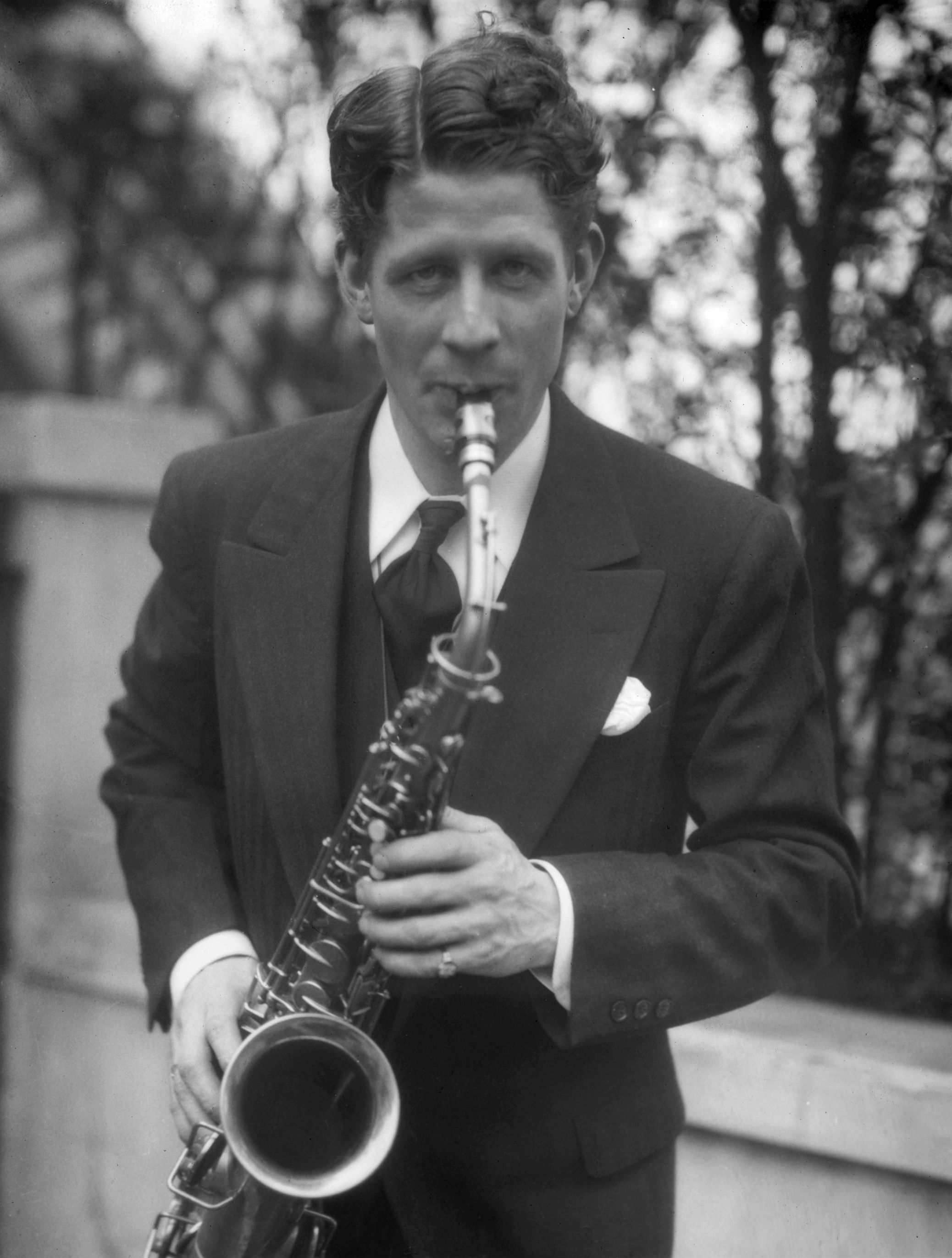
Photographie de Rudy Vallee.

Quand Doc Haynes, vient avec son orchestre donner un bal dans l'établissement d'enseignement secondaire (high school) que fréquente Norma, il la rencontre et après l'avoir fait chanter, il lui propose de venir chanter pour lui dans l'émission hebdomadaire qu'il donne sur la station de radio de Valley City  ; mais auparavant il lui faut être auditionnée par Bob Ingstad, le patron de la station, et par Belle Ginsberg la pianiste de la station ; Norma leur chante You Oughta Be in Pictures, un succès du crooner Rudy Vallee, elle emporte l'adhésion, Bob Ingstad l'embauche pour qu'elle chante chaque dimanche après midi pendant un quart d'heure, juste avant l'émission consacrée à la chanteuse Edith Butcher qui dira à son sujet qu'elle avait « le jazz dans la peau ». Doc Haynes lui propose également de chanter au sein de son orchestre, ,,.

#### La «petite chanteuse de blues»

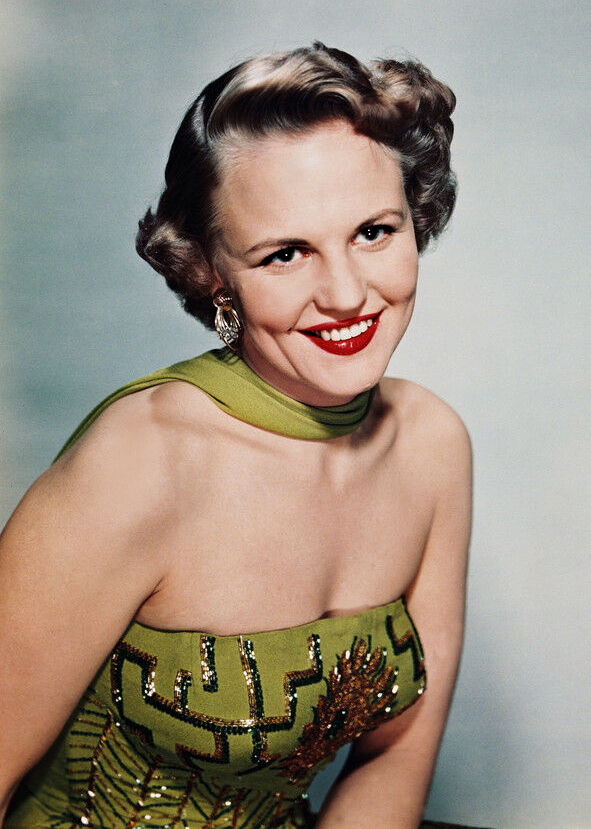
Photographie de Peggy Lee

C'est ainsi que Norma commence sa carrière musicale comme chanteuse d’orchestre du Doc Haynes Orchestra le 31 décembre 1934, lors d'un bal du nouvel an donné à Valley City. Norma continue de chanter pour lui chaque semaine pour une rémunération de 50 cents, Doc Haynes la surnomme « My little blues singer / ma petite chanteuse de blues ». Quand elle obtient son diplôme de fin d'études secondaires, elle quitte le foyer familial et travaille comme serveuse dans le café du seul hôtel de Jamestown. Grâce à un client de l’hôtel qui connaît Ken Kennedy, le directeur de la station de radio WDAY de Fargo, la plus grande ville du Dakota du Nord, elle passe une audition, celle-ci est un succès. Ken Kennedy, pour mieux faire sonner son nom et l'américaniser recommande à Norma de prendre le nom de scène de "Peggy Lee", nom qu'elle accepte et qui ne la quittera plus. La matinée, elle travaille dans une boulangerie pour après se rendre à la station de radio afin de participer à l'émission le Noonday variety show où elle se produit pour un cachet de 1,50 $ de l'heure. Pour arrondir ses fins de mois, elle chante également pour diverses formations locales et travaille pour un disquaire chez qui elle se familiarise avec les grands compositeurs de musique populaire et de comédies musicales comme Cole Porter, Harold Arlen, Jerome Kern, Richard Rodgers,,,,,,,.

### Carrière

#### Les débuts à Los Angeles (1937)

##### La chanteuse duJade

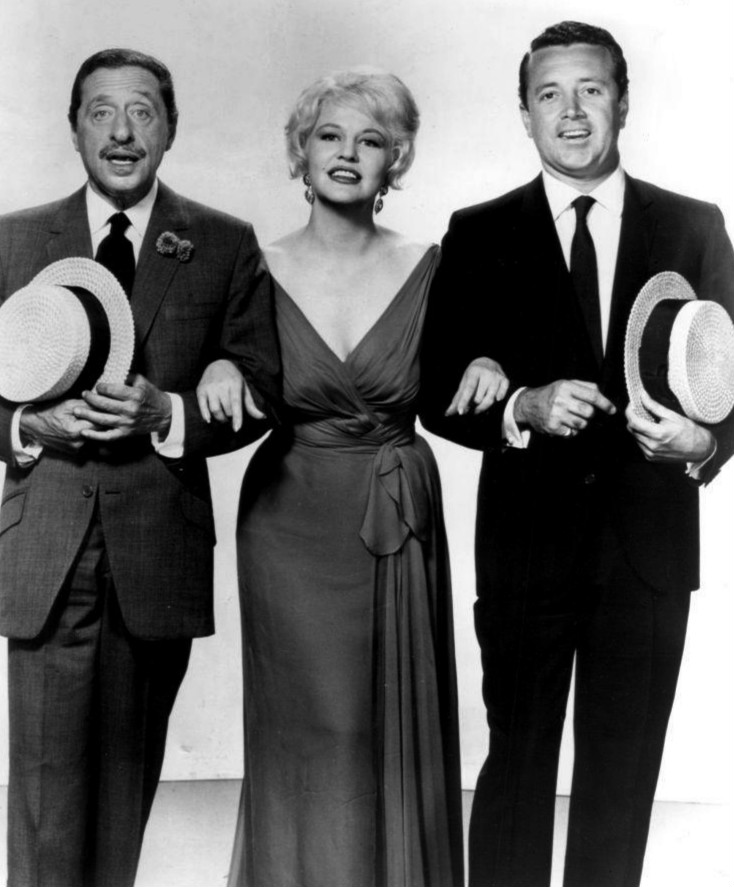
Peggy Lee avec Harold Arlen et Vic Damone.

En 1937, Peggy Lee se décide à se rendre à Los Angeles. Elle est accueillie par une amie, Gladys Rasmussen, à la station de chemin de fer la Deco Union Station, au centre ville de Los Angeles. Gladys et elle partagent un appartement et elles arpentent les rues pour trouver un emploi. Elles sont embauchées par le Harry's Café à Balboa Island, Newport Beach (en), Gladys comme serveuse et Peggy comme cuisinière et le propriétaire leur trouve un logement à proximité. Dans ses temps de pause Peggy Lee met un nickel (pièce de 5 cents de dollar américain) dans le juke-box pour inlassablement écouter Don’t Be That Way (de), le succès du clarinettiste et chef de big band Benny Goodman. Régulièrement, elle fait de l'auto-stop pour se rendre à Los Angeles ; lors de ses pérégrinations, elle découvre le club de jazz le Jade. Le propriétaire, Larry Potter, est à la recherche de nouveaux talents, Peggy Lee le contacte pour une audition. C'est un succès, Larry Potter l'embauche pour un cachet de 2,5 $ pour chacune de ses prestations,.
L'épouse de Larry Potter prend Peggy Lee sous son aile et lui offre une tenue de scène. Et peu après Larry Potter lui propose un nouveau contrat avec un cachet de 30 $, ce qui lui permet de se consacrer uniquement à sa carrière musicale. La chanteuse Mary Norman va faire étudier à Peggy Lee les musiques de Duke Ellington et Count Basie et lui donner des conseils pour chanter leurs succès.

##### Une opération qui modifie sa voix
À la fin de l'année 1937, elle tombe malade victime d'une angine sévère, elle doit se reposer et pour cela, sur les conseils des médecins, elle repart à Fargo pour se rendre chez un proche de sa famille. Son angine évolue en amygdalite et elle se fait opérer des amygdales par un médecin de Hillsboro ; le lendemain, à cause d'une hémorragie, elle doit se faire admettre au Deaconess Hospital de Grand Forks, cette opération va modifier le timbre de sa voix en lui apportant un grain rauque,.

#### Le retour à Fargo (1938)

##### Relancer sa carrière
En 1938, Peggy Lee relance sa carrière en chantant pour le Powers Hotel Coffee Shop de l'hôtel Powers situé au 400 Broadway North de Fargo, où elle est accompagnée par l'organiste et pianiste Lloyd Collins. Ce café est l’équivalent du Jade de Los Angeles. Ils y donnent deux récitals le dimanche et un le vendredi et un le samedi pour un cachet de 15 $ par semaine,.

##### La rencontre décisive de Will Osborne

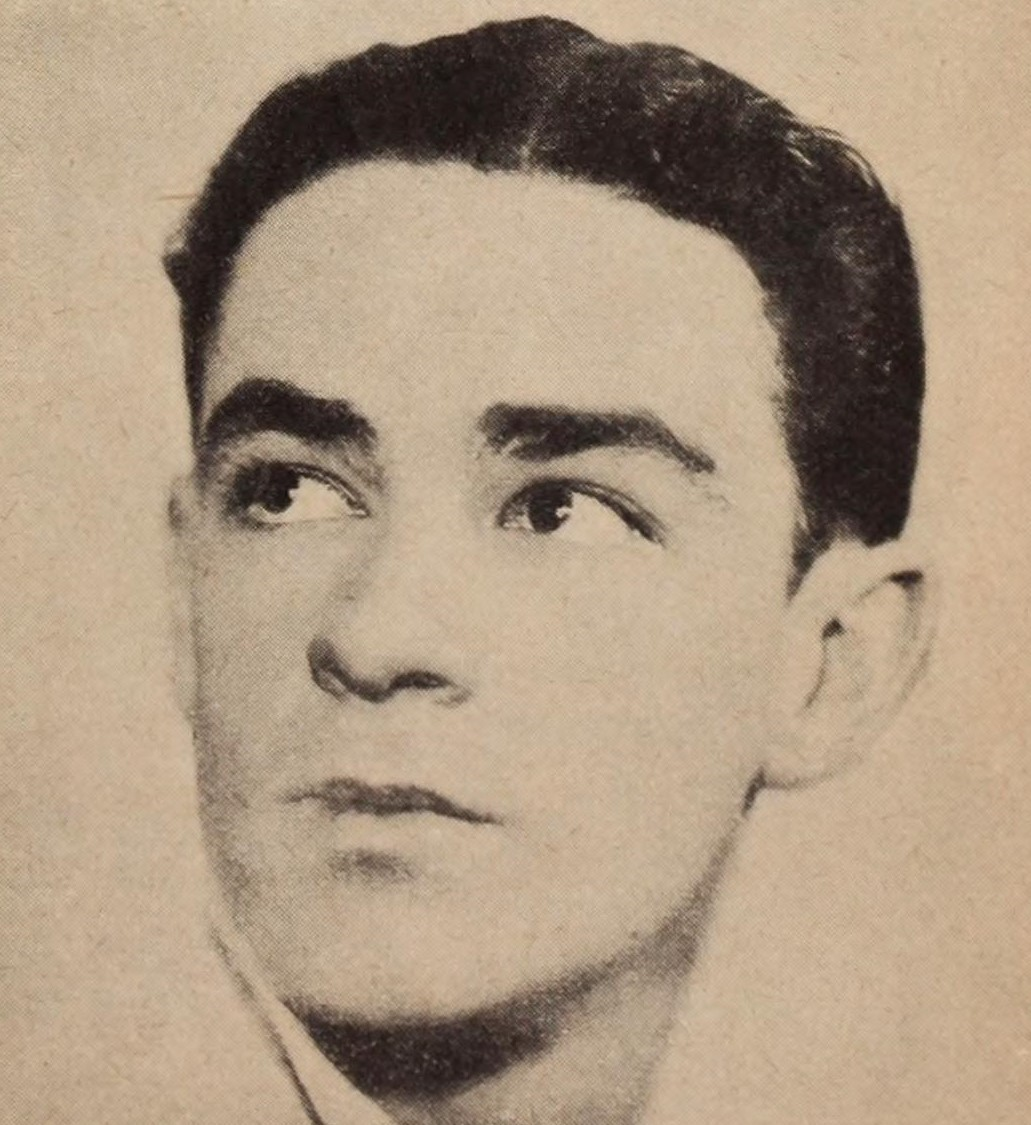
Photographie de Will Osborne (chef d'orchestre) prise en 1930.

Ken Kennedy ayant appris que Peggy Lee était de retour à Fargo, lui demande si elle accepterait de devenir la chanteuse de l'orchestre de Sev Olson qui est une petite formation de neuf instrumentistes qui se produit à Minneapolis, ce qui lui permettrait d'avoir un accompagnement musical plus important que celui de Lloyd Collins. Peggy Lee lui répond par l'affirmative, car elle sait qu'à Minneapolis il existe plusieurs Ballrooms où viennent jouer divers big bands de jazz. Quand Peggy arrive à Minneapolis en même temps que Benny Goodman, Tommy Dorsey et leurs orchestres. Peggy Lee s'installe dans le Raddison Hotel  avec les autres membres du Sev Olson's Band. Quand elle interprète Body and Soul, c'est l’enchantement et régulièrement les concerts du Sev Olson's Band font salle pleine ; elle passe sur la station de radio KSTP. Quand Will Osborne (chef d'orchestre) (en), l'un des principaux chefs d'orchestre de danse, se met en quête d'une chanteuse et le fait savoir à Ken Kennedy qui passe son annonce à la radio, Peggy Lee se présente à une audition : elle chante le standard I Can't Give You Anything but Love et obtient le job, contrat qui va la propulser sur la scène nationale.

#### La Californie (1939-1941)

##### Le retour auJade

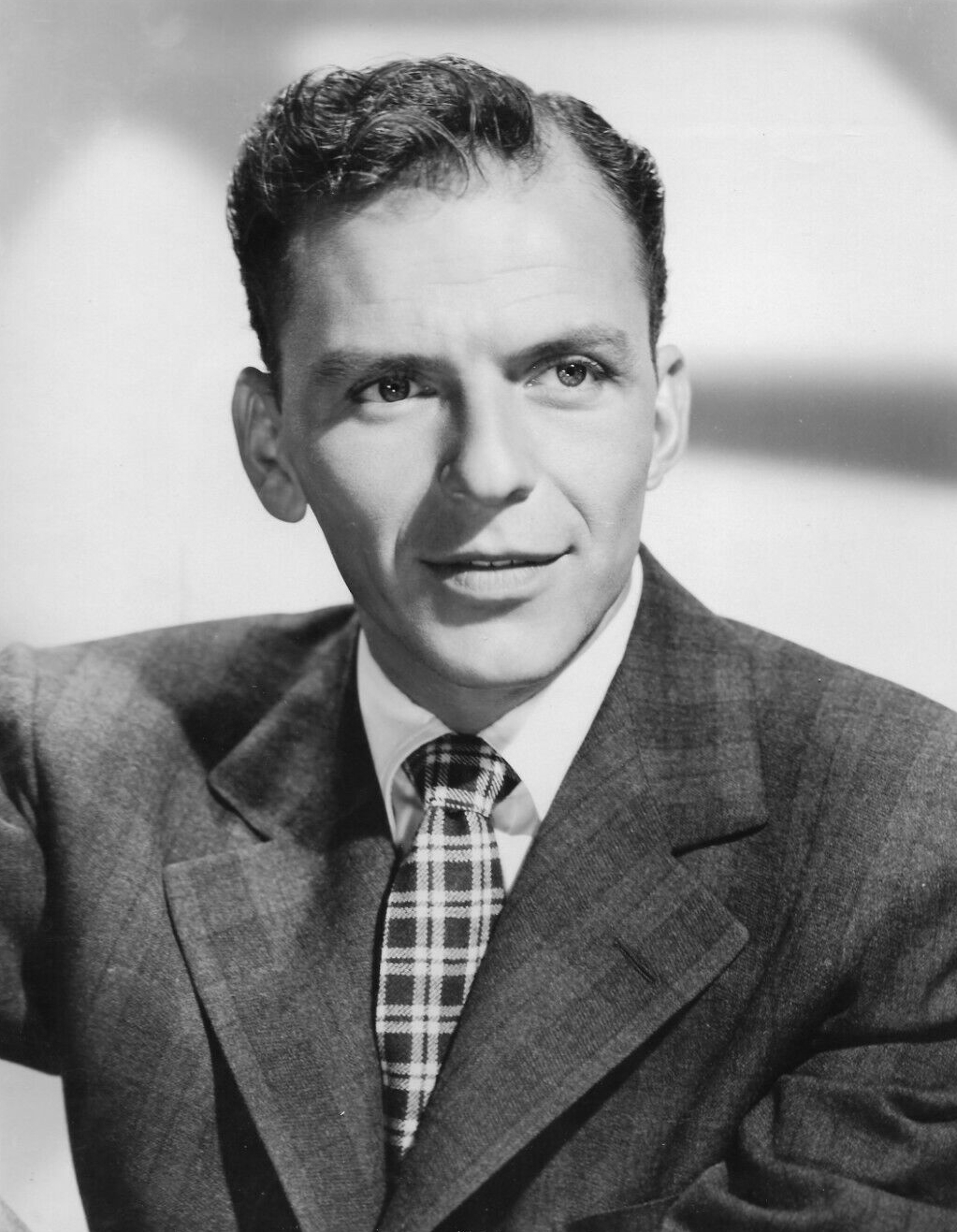
Photographie de Frank Sinatra prise en 1942.

En novembre 1939, Peggy Lee part avec le Osborne band pour une tournée sur la Côte ouest, leur première étape est Saint-Louis (Missouri) la ville de Louis Armstrong et de Bix Beiderbecke, mais arrivée sur place elle doit à nouveau subir une opération de la gorge, ce qui fait capoter la tournée. Une fois remise de son opération Peggy est invitée par le pianiste Max Schall à devenir la chanteuse de sa formation et à se produire à nouveau au Jade où le public l'accueillera les bras ouverts.

##### L'introduction au monde d'Hollywood
Quand le parolier Jack Brooks apprend la nouvelle de son retour à Los Angeles, il lui propose de l'introduire auprès des clubs de jazz de Palm Springs qui est la ville de villégiature fréquentée par le « gratin » de Hollywood : Clark Gable, Bette Davis, Carole Lombard, Errol Flynn, Gary Cooper, Peter Lorre, James Cagney, etc. Un jeune crooner y fait ses débuts : Frank Sinatra. Un samedi soir, alors que l'acteur Jack Benny et son staff viennent au Doll House, dès que Peggy se met à chanter avec un nouveau style fait de « sensibilité intimiste, l'auditoire se pétrifie d'émotion »,,.

#### Peggy Lee et Benny Goodman (1941-1943)

##### Remplacer Helen Forrest?

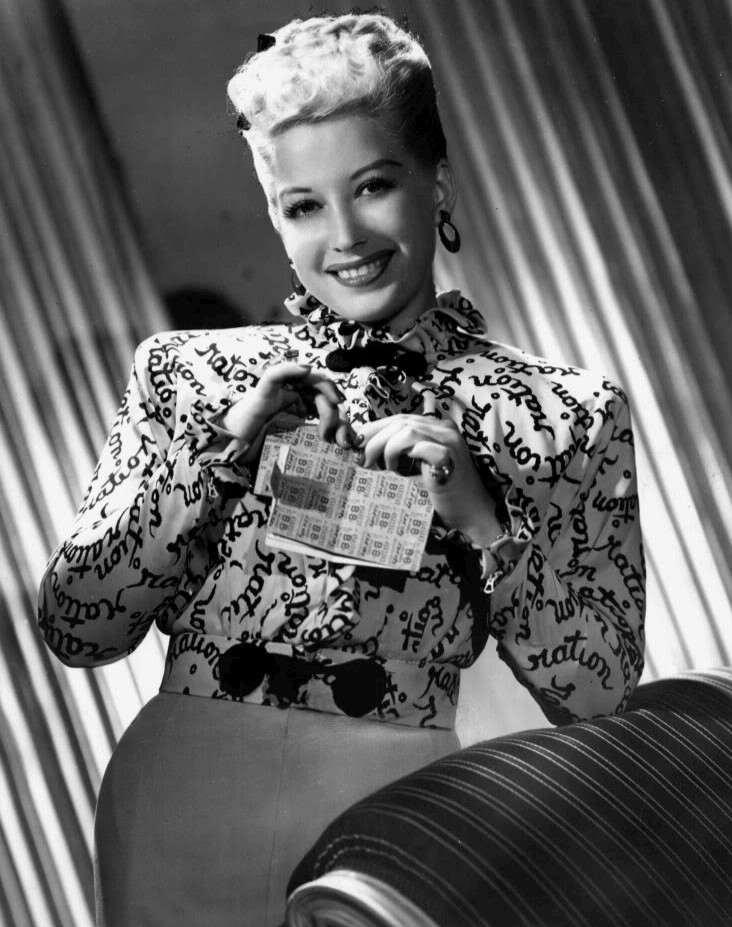
Helen Forrest (1945)

En 1941, Frank Bering, le propriétaire de plusieurs hôtel de Chicago et découvreur de talents, de passage à Palm Spring, se rend au club de jazz le Doll House et fait passer une audition à Peggy Lee pour l'embaucher éventuellement pour son très chic salon de thé de son hôtel l'Ambassador à Chicago. Peggy Lee chante The Man I love de George Gershwin, chanson que Helen Forrest avait enregistré en décembre 1939 avec le big band de Benny Goodman et qui fut l'un de leurs plus grand succès ; or Helen Forrest venait de quitter Benny Goodman pour rejoindre l'orchestre de Harry James, laissant ainsi Benny Goodman sans chanteuse depuis le mois d’août 1941. Frank Bering est impressionné par Peggy Lee et voit l'occasion de proposer une succession de Helen Forrest à Benny Goodman lorsqu'il sera de passage à Chicago. Peggy Lee prend le train à Chicago où elle est logée à l'hôtel l'Ambassador, elle découvre un monde de luxe qu'elle ne connaissait pas. Dès son arrivée, elle signe un contrat avec la William Morris Agency, dirigée par William Morris Jr. (en), agence artistique qui avait lancé et dirigé la carrière de nombreuses vedettes du jazz comme Artie Shaw ou Glenn Miller, en plus de nombreuses stars du cinéma. Peggy Lee commence à se produire dans le salon de thé, Claude Thornhill lui propose se joindre à son orchestre mais cela est impossible car pour cela il aurait fallu rompre le contrat qui la lie à son agent artistique William Morris. Enfin à la fin de l'été 1941, Benny Goodman et son orchestre arrivent à Chicago. Benny est à un tournant de sa carrière son batteur Gene Krupa et sa première trompette Harry James l'ont quitté pour former leurs propres formations et le style du swing classique sature le monde de la danse et celui des ondes radio, il faut trouver de nouveaux musiciens et un nouveau style, dans sa recherche, il est en quête d'une chanteuse qui sera capable d'improviser au même titre qu'un instrumentiste de son nouveau big band,,,,,,.

##### L'embauche par Benny Goodman
Benny Goodman s'installe à l’hôtel Ambassador ; sa fiancée Lady Alice Duckworth l'emmène au salon de thé pour y écouter la nouvelle chanteuse. Benny Goodman, intrigué se décide à y prendre un dîner avec Alice et son compositeur et arrangeur Mel Powell pour écouter Peggy Lee accompagnée par un quartet. Après l'interprétation particulièrement inspirée de These Foolish Things par Peggy Lee, Mel Powell conseille à Benny Goodman de l'embaucher pour remplacer Helen Forrest. Quand, à la fin de la soirée, Benny Goodman fait savoir par l'intermédiaire d'une serveuse qu'il invite Peggy Lee pour le rencontrer le lendemain afin d'envisager une collaboration, Peggy Lee s'est demandée s'il ne s'agissait pas d'une farce, mais face à l'insistance de la serveuse, elle comprend que c'est du sérieux. Le lendemain Benny, connu pour son laconisme en matière de travail va être direct avec Peggy « Mettez une tenue élégante et venez travailler avec moi dès ce soir ! », sans qu'il soit question d'une répétition avec l'orchestre. Le soir même, Peggy Lee commence sa carrière au sein de l'orchestre de Benny Goodman par un concert donné au College Inn, c'est un succès immédiat, le public l'applaudit, la ferveur du public explose quand elle chante Sing, sing, sing. Peggy Lee sera la chanteuse de Benny Goodman, pendant les deux années du sommet de sa popularité,,,,,.

##### La reconnaissance nationale

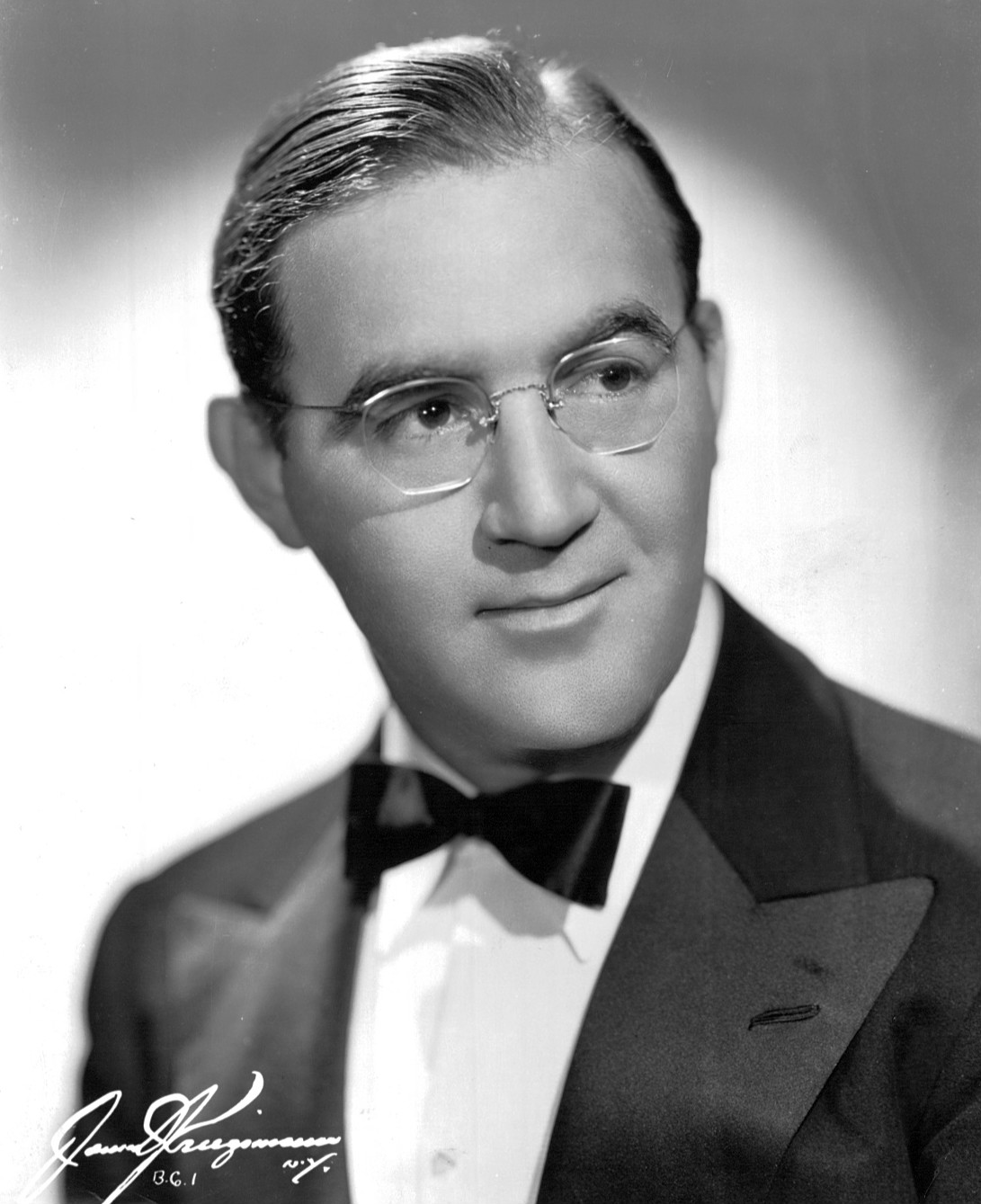
Benny Goodman en 1942

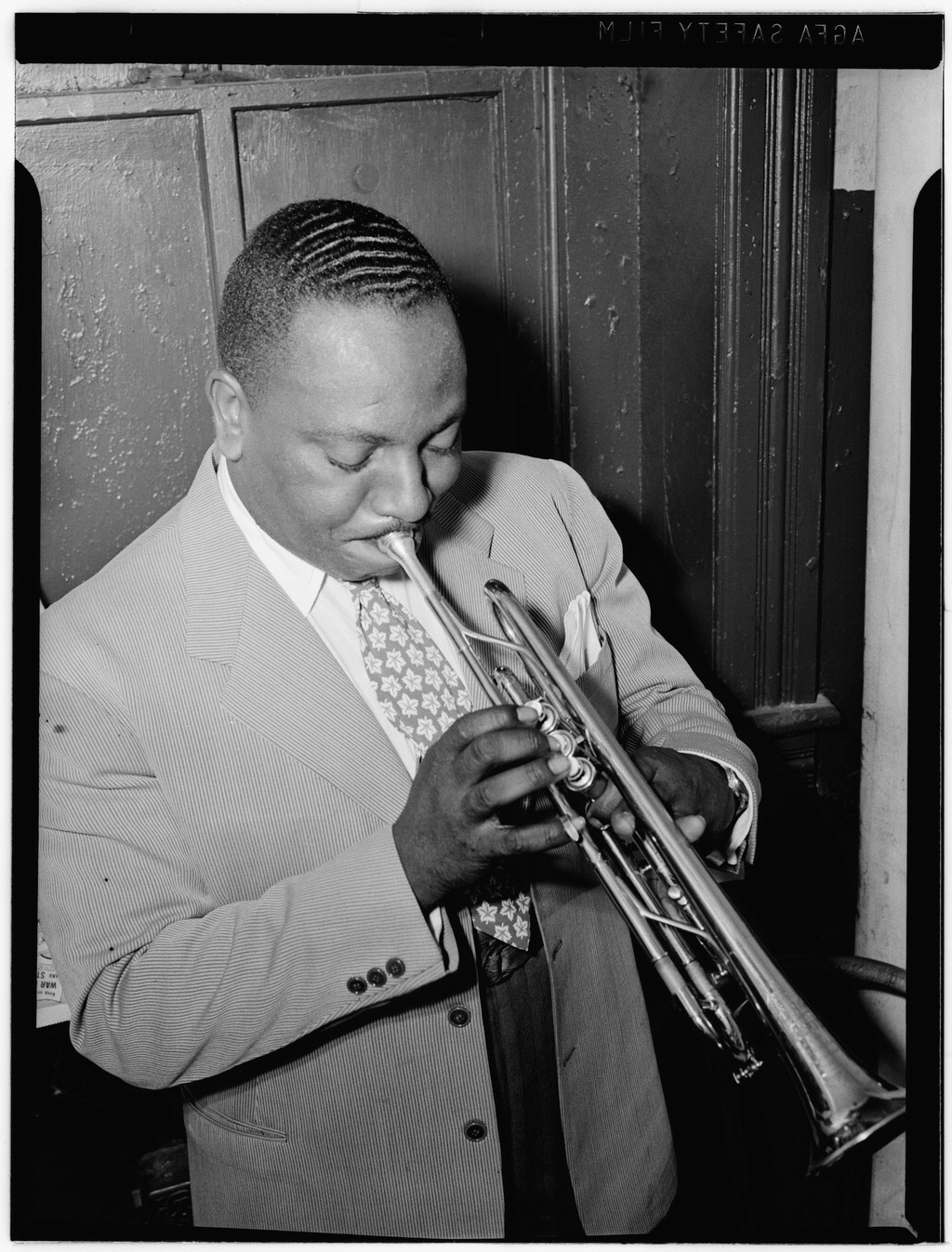
Cootie Williams.

Le 15 août 1941 Peggy Lee enregistre pour la Columbia son premier titre avec le Benny Goodman Orchestra, il s'agit d'Elmer's Tune (en), un succès de Glenn Miller, morceau présentant des difficultés par ses multiples changements de tonalités, après une nuit de répétition et de tension, l'enregistrement se fait. Peggy Lee ne se contente pas d'être la chanteuse de Benny Goodman, elle commence également à composer des chansons, à la fin de l'année 1941, Benny Goodman joue sa première composition Little Fool, mais Peggy Lee ne l'enregistrera jamais. En septembre 1941, Peggy Lee et l'orchestre partent pour une tournée d'un mois dans le New Jersey. Pendant le voyage, Peggy Lee lit les partitions de l'orchestre, découvre la complexité des arrangements des titres joués pour s'y familiariser et se les approprier. Lors des concerts elle chante notamment Let's Do It, I See a Million People. Le 25 septembre 1941, elle enregistre une version de Let's Do It (le standard de Cole Porter), arrangée par elle-même, premier exemple de son style propre où elle brouille la frontière entre le chant et le langage oral parlé, exprimant émotion intense et intériorité. Lors de la même session, elle enregistre un autre morceau arrangé par elle-même, That's the Way It Goes  d'Alec Wilder avec des improvisations de Cootie Williams à la trompette et de Benny Goodman à la clarinette, c'est le premier enregistrement qui provoque un engouement, où elle est remarquée en tant que chanteuse à part entière et non plus en tant que chanteuse de l'orchestre de Benny Goodman. Des années plus tard, le compositeur et chef d’orchestre André Previn, rapproche ces premiers enregistrements de Peggy Lee au style de Billie Holiday. En octobre 1941, Peggy Lee enregistre son premier titre qui va la faire figurer dans les classements musicaux, I Got It Bad (and That Ain't Good) (en) de Duke Ellington, toujours avec des accompagnements de Cootie Williams et de Benny Goodman, selon les critiques qui écoutent ce titre, son timbre de voix est tel qu'il est impossible de savoir s'il s'agit d'une chanteuse blanche ou afro-américaine. Peggy Lee et Benny Goodman quittent le New Jersey pour New York. En novembre 1941, elle enregistre deux titres, Somebody Nobody Loves et How Long Has This Been Going On? (en) de George Gershwin, ce dernier titre chanté en la mineur suscite les critiques positives notamment celle du Metronome (magazine) (en) qui voit en cette version une interprétation majeure, son « style de voix mêlant émotion intériorisée et intimité » l'impose au public,.

##### La reconnaissance par le monde du jazz

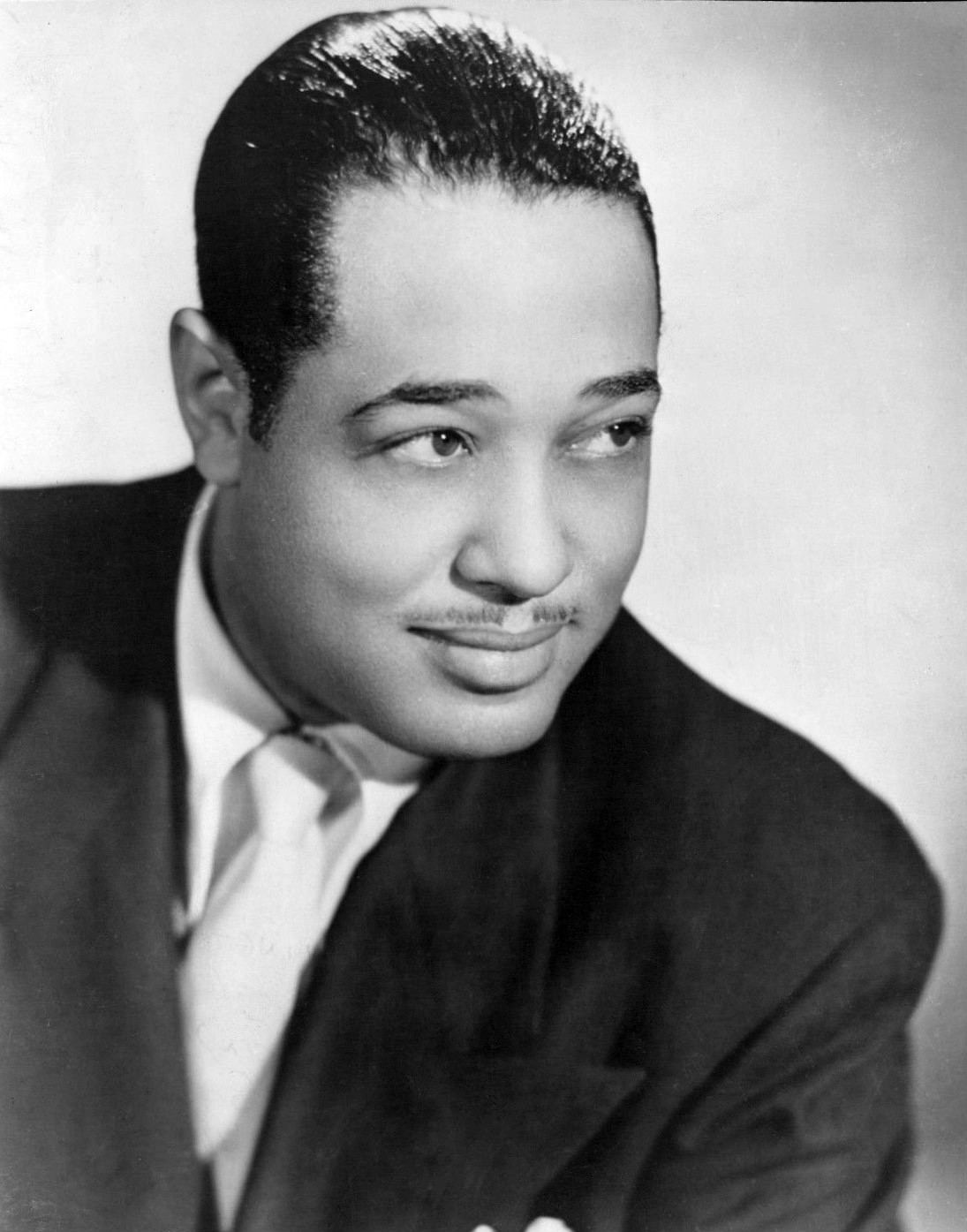
Duke Ellington en 1946

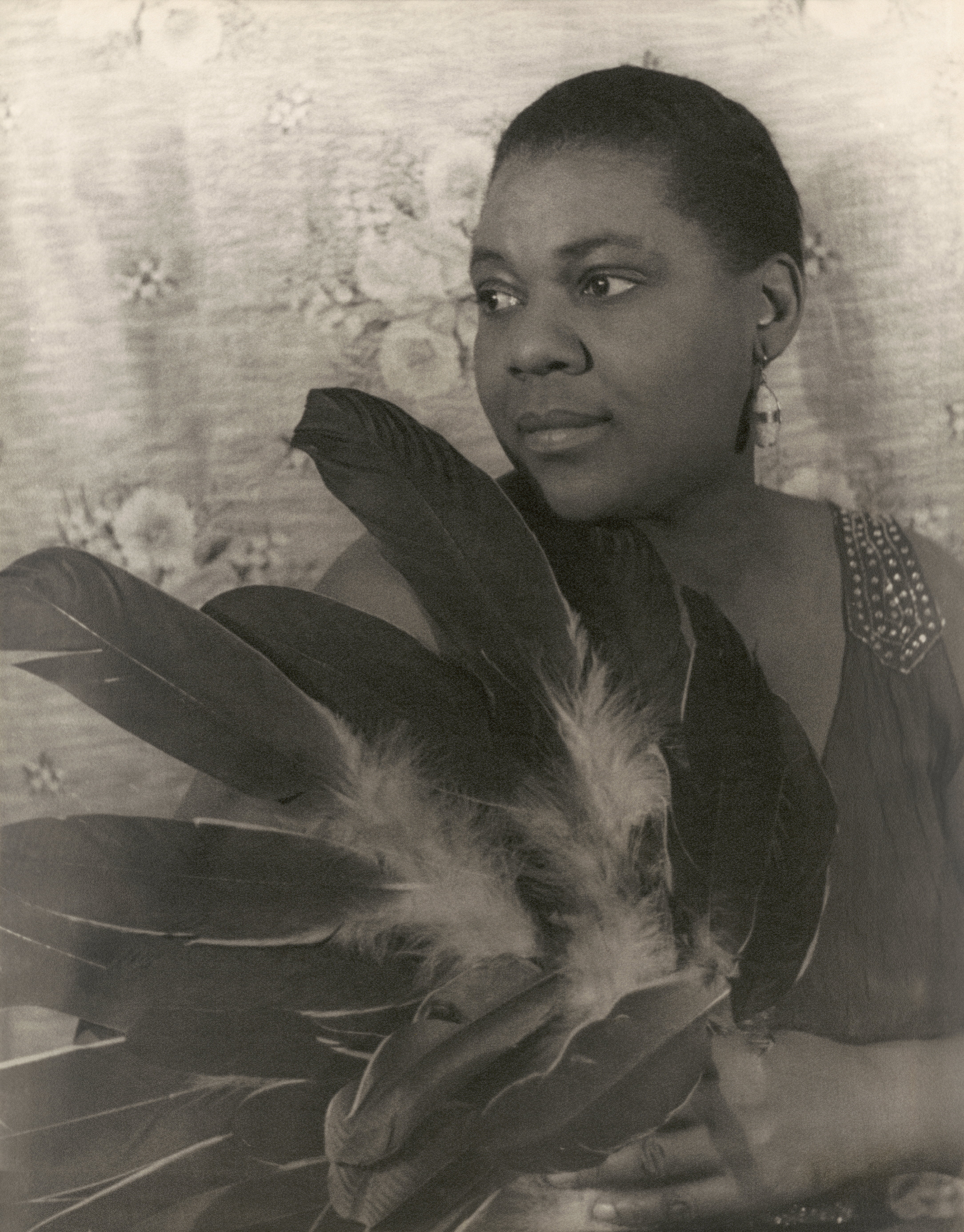
Bessie Smith (1936)

À la fin du mois de décembre 1941, marqué par l'entrée en guerre des États-Unis après l’attaque japonaise de Pearl Harbour du 7 décembre 1941, Peggy Lee enregistre avec le sextet de Benny Goodman deux morceaux qui deviendront des standards du jazz : Blues in the Night (musique de Harold Arlen et paroles de  Johnny Mercer) et Where or When (en) (musique de Richard Rodgers et paroles de Lorenz Hart) qui marquent un tournant dans la maturité vocale de Peggy Lee, interprétations saluées par plusieurs critiques de la revue Metronome (en). D'autres succès vont suivre, That Did It, Marie  et Somebody Else Is Taking My Place enregistrés en janvier 1942. Elle est également reconnue par les grands jazzmen qui règnent sur la scène new-yorkaise, Fats Waller, Count Basie, Duke Ellington, Louis Armstrong qui viennent lui rendre visite à son hôtel le Terrace Room,.
En mars 1942, la situation financière de Peggy Lee s'est améliorée, elle touche 60 $ par semaine, elle peut maintenant louer un appartement dans le quartier West Village de Manhattan qu'elle partage avec la chanteuse Jane Leslie Larabee. Sa réputation est assise, les critiques du Metronome comme Leonard Feather (qui épousera sa colocataire Jane Leslie Larabee en 1945), ou son rédacteur en chef George T. Simon (en) font maintenant partie de son cercle de relations.
L'orchestre de Benny Goodman part en tournée pour soutenir l'effort de guerre en faisant de la publicité pour l'achat de bons de la défense. Lors de cette tournée Peggy Lee accompagnée par l'orchestre de Benny Goodman enregistre Why Don't You Do Right qui est une reprise de ce morceau précédemment enregistré en 1936 par la chanteuse de blues Lil Green accompagnée par le guitariste Big Bill Broonzy. La version de Peggy est telle qu'on pourrait la croire interprétée par Bessie Smith ou Billie Holiday,.

#### La rencontre et la collaboration avec Dave Barbour

##### Bonjour Dave Barbour, adieu Benny Goodman
À la fin de l'année 1942, le guitariste de l'orchestre, Tom Morgan, est remplacé par un jeune guitariste de trente ans, Dave Barbour, connu pour avoir joué aux côtés de Louis Armstrong, Bunny Berigan, Teddy Wilson et dans l'orchestre de Red Norvo. Séduite par la manière dont il l'accompagne lorsqu'elle chante These Foolish Things, elle en tombe amoureuse. Cette union étant contraire aux règle de Benny Goodman qui interdisait toute relation amoureuse au sein des membres de son orchestre, ils sont renvoyés en mars 1943 et se marient le 8 mars 1943. Douze jours plus tard, Peggy Lee chantera une dernière fois pour l'orchestre de Benny Goodman lors d'un concert donné au Hollywood Palladium de Los Angeles,,,.

##### La nouvelle vie
Le couple emménage au 4239 Monroe Street à proximité du Los Angeles City College. Peggy Lee se consacre à sa nouvelle vie de femme au foyer pendant que Dave joue dans des clubs ou avec l'orchestre de Billy May. Neuf mois après leur mariage, en novembre 1943, Peggy Lee donne naissance à une fille Nicki après un accouchement difficile, il a fallu faire une césarienne. Si Peggy Lee se consacre à sa vie de famille, en revanche le traumatisme de la césarienne fait qu'elle ne souhaite plus avoir d'enfant.

#### L’ère Capitol Records
Pendant ce temps, sa version de Why Don't You Do Right continue à caracoler dans les classements musicaux et à distinguer le style de Peggy Lee des nombreuses chanteuses de jazz de l'époque. Dave Dexter Jr. le producteur du tout nouveau label Capitol Records, veut ajouter Peggy Lee aux autres chanteurs qu'il produit tels que Margaret Whiting, Nat King Cole, Billie Holiday, Jo Stafford, Martha Tilton... Il contacte le couple Barbour pour lui proposer des enregistrements, Dave est enchanté, mais Peggy Lee reste hésitante, lors d'un second contact de Dexter, Peggy Lee commence à montrer son intérêt en lui demandant combien elle serait rémunérée, Dexter lui répond qu'il lui donnera 100 $ pour un 78 tours, soit deux chansons pour une heure de studio. Peggy Lee commence sa carrière pour le label Capitol en enregistrant Ain't Goin' No Place et That Old Feeling (song) (en) le 7 janvier 1944 au MacGregor Studios de Los Angeles,.

#### La parolière et la compositrice
Peggy Lee, contrairement aux autres chanteurs, se met à l'écriture de chansons et, le 27 décembre 1944, elle enregistre ses deux premières chansons What More Can A Woman Do? et You Was Right, Baby sur une musique de Dave Barbour avec Dave à la guitare et Billy May à la trompette, You Was Right, Baby est un succès qui se vend à 750 000 exemplaires, confirmant la place de Peggy Lee comme chanteuse de jazz et sa capacité à rendre populaire le jazz.
À la fin du mois de décembre 1945, elle enregistre I Don't Know Enough About You accompagnée par l'orchestre de Dave Barbour : ce dernier est crédité comme en étant le compositeur alors que c'est le travail de Peggy Lee, et Johnny Mercer l'encouragera à le réécrire comme elle le voulait et non par complaisance envers Dave Barbour : I Don't Know Enough About You se vend à 500 000 exemplaires,.

#### L'hommage de Sarah Vaugham

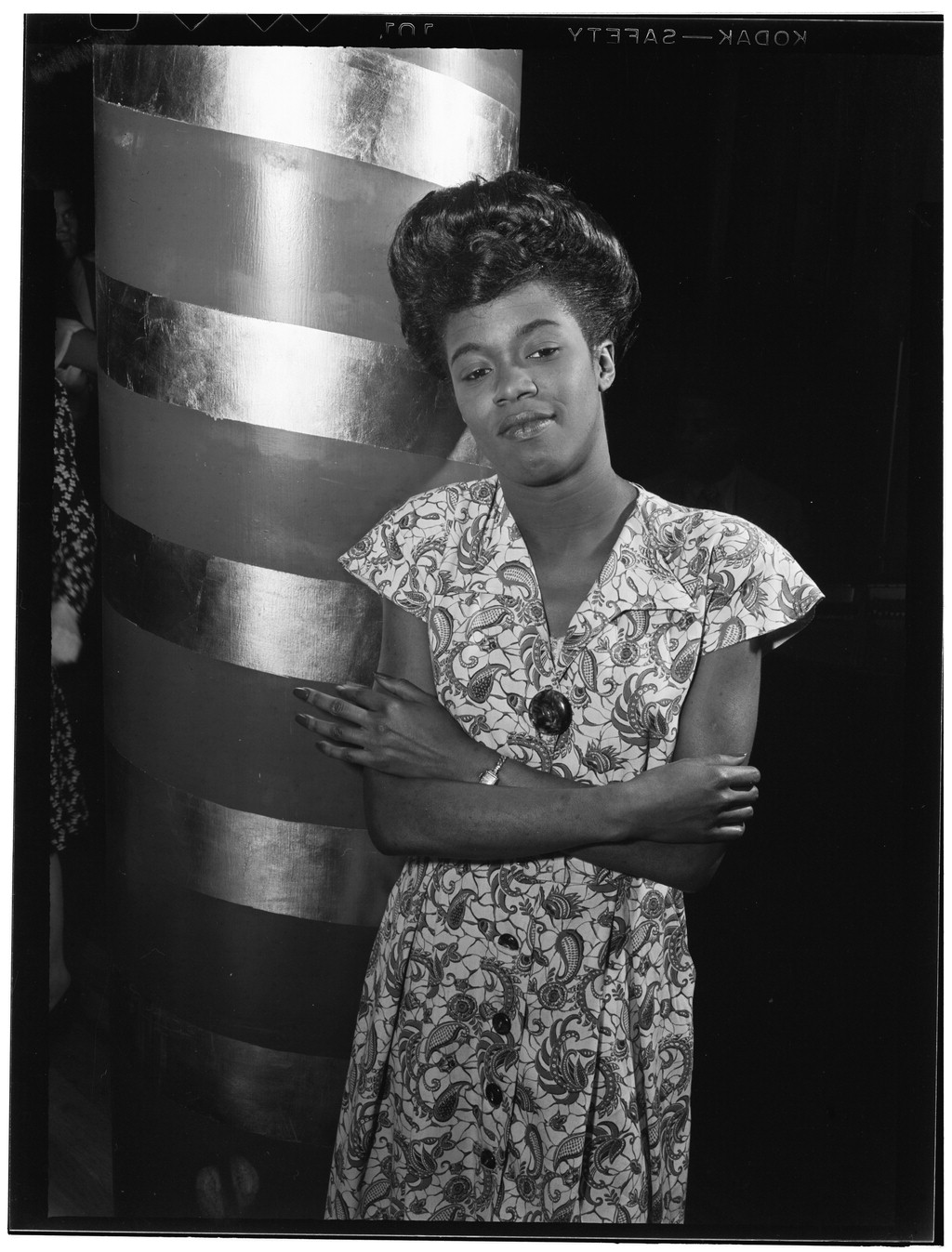
Sarah Vaughan (1946)

En 1945, Sarah Vaugham reprend What More Can A Woman Do? qui est un hommage au sens du blues de Peggy Lee. En cette fin d'année 1945, la scène du jazz est dominée par l'entrée du style Bebop avec Charlie Parker et Dizzy Gillespie et par le revival du style New Orleans. C'est dans ce bouillonnement musical que Peggy Lee enregistre Waitin' for the Train to Come In qui est un blues racontant le désespoir d'une femme qui attend le retour de la guerre de son homme. Peggy Lee y enrichit sa manière d'utiliser chaque mot, chaque syllabe pour exprimer les émotions. Ce disque devient no 4 au classement musical.

#### La chanteuse de studio (1946-1949)

##### La participation auKraft Music Hallanimé par Bing Crosby

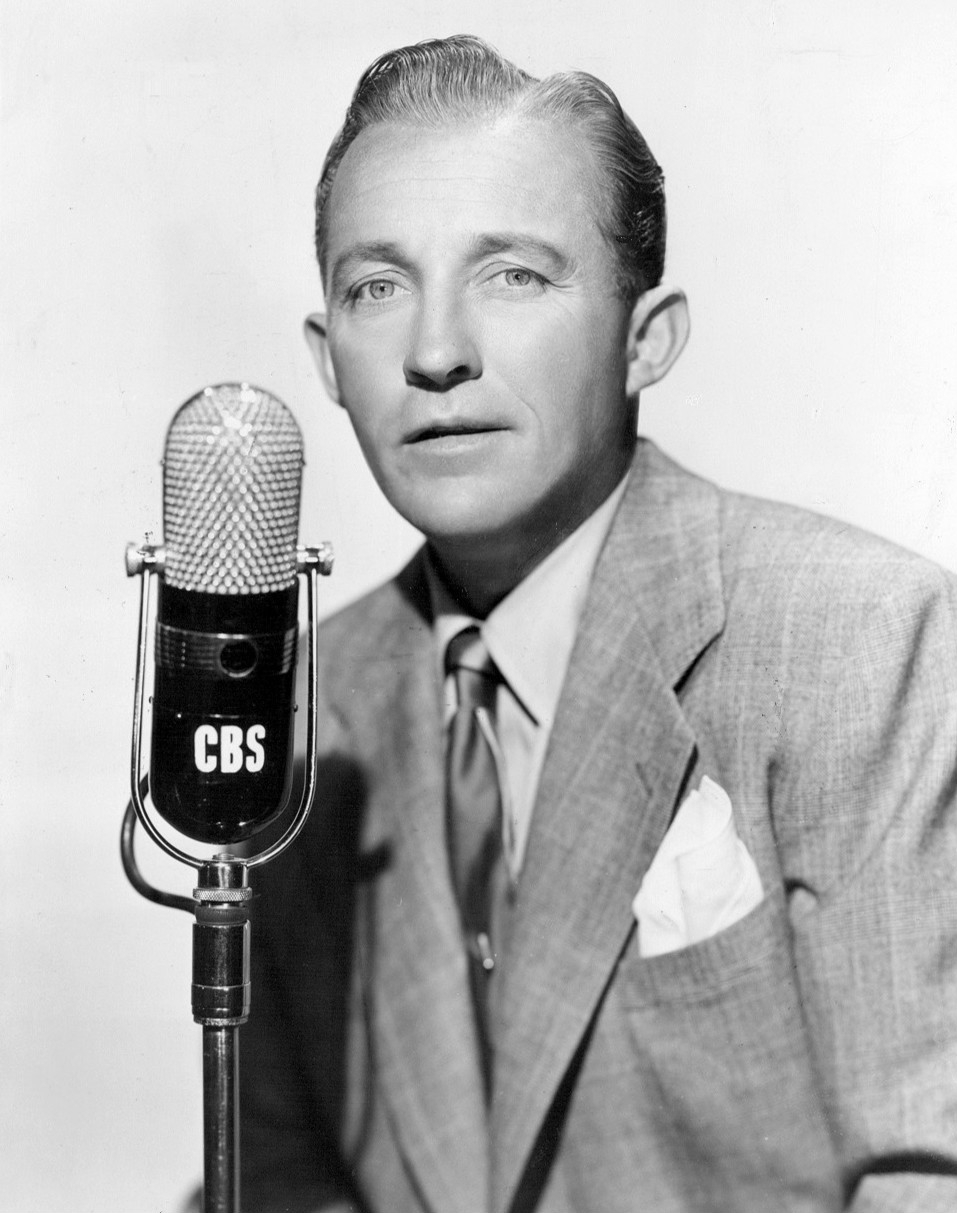
Bing Crosby en 1951

Pour les chanteurs américain de l'après guerre, l'un des passages obligés pour se faire connaître est de participer à l'émission le Kraft Music Hall (en) sur la National Broadcasting Company (NBC), programme animé par Bing Crosby. C'est ainsi que Peggy Lee participe au Kraft Music Hall le 12 mai 1946 pour chanter I Don't Know Enough About You en présence de Bing Crosby qui était alors le dieu de la chanson. C'est la première des cinquante participations à des shows animés par Bing Crosby,.

##### La consécration par le magazine Down Beat
En 1946, le magazine DownBeat nomme Peggy Lee chanteuse no 1 « Number One Girl Singer ».

##### L'emménagement à Hollywood Hills
Grâce à leurs succès Dave et Peggy Lee peuvent acheter une maison de maître avec jardin sur la promenade Blair Drive dans le quartier de Hollywood Hills et ils peuvent embaucher une nurse, Alice Larsen, pour s'occuper de leur fille Nicki.

##### It's a Good Day
Peggy Lee enregistre régulièrement pour les studio du label Capitol, notamment It's a Good Day (en) qui sera un autre succès.

##### La détérioration de la santé de Dave Barbour

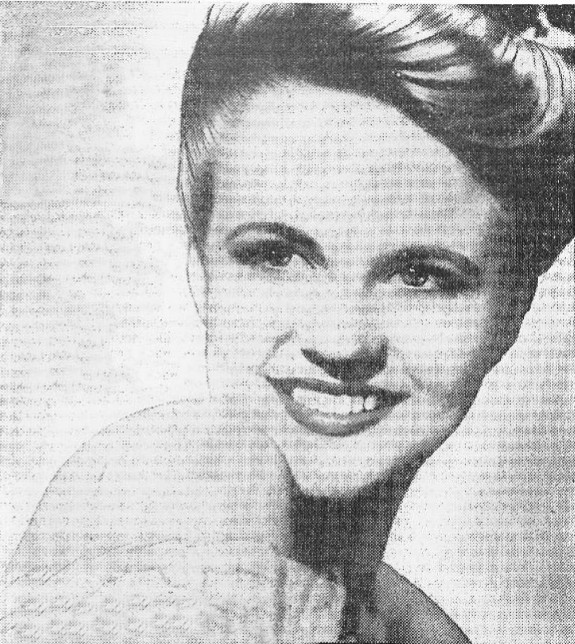
Peggy Lee

Durant l'automne 1947, Dave Barbour est hospitalisé pour deux semaines à cause d'ulcères à l'estomac, durant cette hospitalisation on découvre des lésions à l'un de ses reins, il est probable que la détérioration de sa santé soit la conséquence de son addiction à l'alcool. Peggy Lee est effondrée car les médecins sont pessimistes. Quand elle reprend What More Can a Woman Do le ton de sa voix est si triste que ses amis croient que Dave vient de mourir. Finalement Dave sort de l’hôpital pour la plus grande joie de Peggy Lee. Juste avant son départ pour le Mexique, elle enregistre Golden Earings accompagnée par l'orchestre de Dave Barbour qui sera un nouveau succès vendu à plus de deux millions d'exemplaires.

##### Le succès deMañana
Peggy Lee et Dave prennent des vacances sur les plages du Mexique, ce séjour inspire à Peggy Lee la chanson Mañana (Is Soon Enough For Me). Au début de l'année 1948, de retour du Mexique, elle enregistre Mañana avec un accompagnement vocal de son amie Carmen Miranda. D'après plusieurs critiques, Mañana est l'album le plus vendu de l'année 1948 avec plus de deux millions et demi d'exemplaires. Maintenant, grâce à ses succès discographiques et à ses apparitions régulières au Kraft Music Hall, Peggy Lee est devenue une star nationale reconnue. Dorénavant elle prend la main sur sa carrière, elle peut enfin négocier un véritable contrat et des heures normales avec le label Capitol. Elle peut s’offrir sa première Buick, son premier manteau de vison et une nouvelle propriété sur la Denslow street à Los Angeles où elle a pour voisins le couple Humphrey Bogart-Lauren Bacall, Ira Gershwin, Spencer Tracy, Judy Garland, Oscar Levant et Frank Sinatra,.

##### Ne plus compter sur Dave Barbour
Tout allait pour le mieux jusqu'au moment où un banjoïste, Harry McClintock, alias Hats McKay, attaque le couple pour plagiat, affirmant qu'il avait écrit la mélodie de Mañana en 1919, et réclame un dédommagement d'un million de dollars. Grâce aux témoignages du compositeur Irving Berlin et du musicologue Sigmund Spaeth (en), Harry McClintock est débouté, ses accusations de plagiat ayant été réfutées. Peggy Lee célèbre l'issue du procès dans un restaurant newyorkais avec Deems Taylor le président de l'ASCAP. Dave Barbour n'est pas présent car il s'est enivré. Cet épisode judiciaire a hélas permis à Peggy Lee de découvrir avec consternation qu'elle ne pouvait pas compter sur son mari, car son alcoolisme a repris le dessus,.

##### Un changement de style (1948)
En 1948, Peggy Lee enregistre Golden Earrings, qui va encore figurer sur les classements musicaux en troisième place. Pendant ce temps-là, la scène musicale du jazz se modifie, le temps du swing semble passé. Les big-bands deviennent trop onéreux, le public fait davantage attention aux musiciens qu'aux chanteurs, le Bebop s'impose avec Charlie Parker, Dizzy Gillespie, Bud Powell, etc. Cela dit, en Californie, on reste prudent désireux de s'appuyer sur des valeurs sûres. Le batteur Buddy Rich, Shep Fields et son Rippling Rhythm Orchestra, Louis Armstrong sont sur le devant de la scène des clubs de Los Angeles. Alors que George T. Simon (en), journaliste de jazz au Metronome (en) les interviewe, Peggy Lee et Dave reconnaissent la virtuosité et l'inventivité des boppers, mais jugent le bebop comme une musique trop abstraite parce que dénuée de sentiment.
Cette année 1948 est également marquée par son entrée au Ed Sullivan Show qui lui rapporte la somme de 250 000 $ pour l'année. Elle est sollicitée pour divers concerts, mais elle sait également se réserver pour sa vie de famille et ne manque de se faire photographier avec sa fille Nicki.

#### Une activité diversifiée (1949)

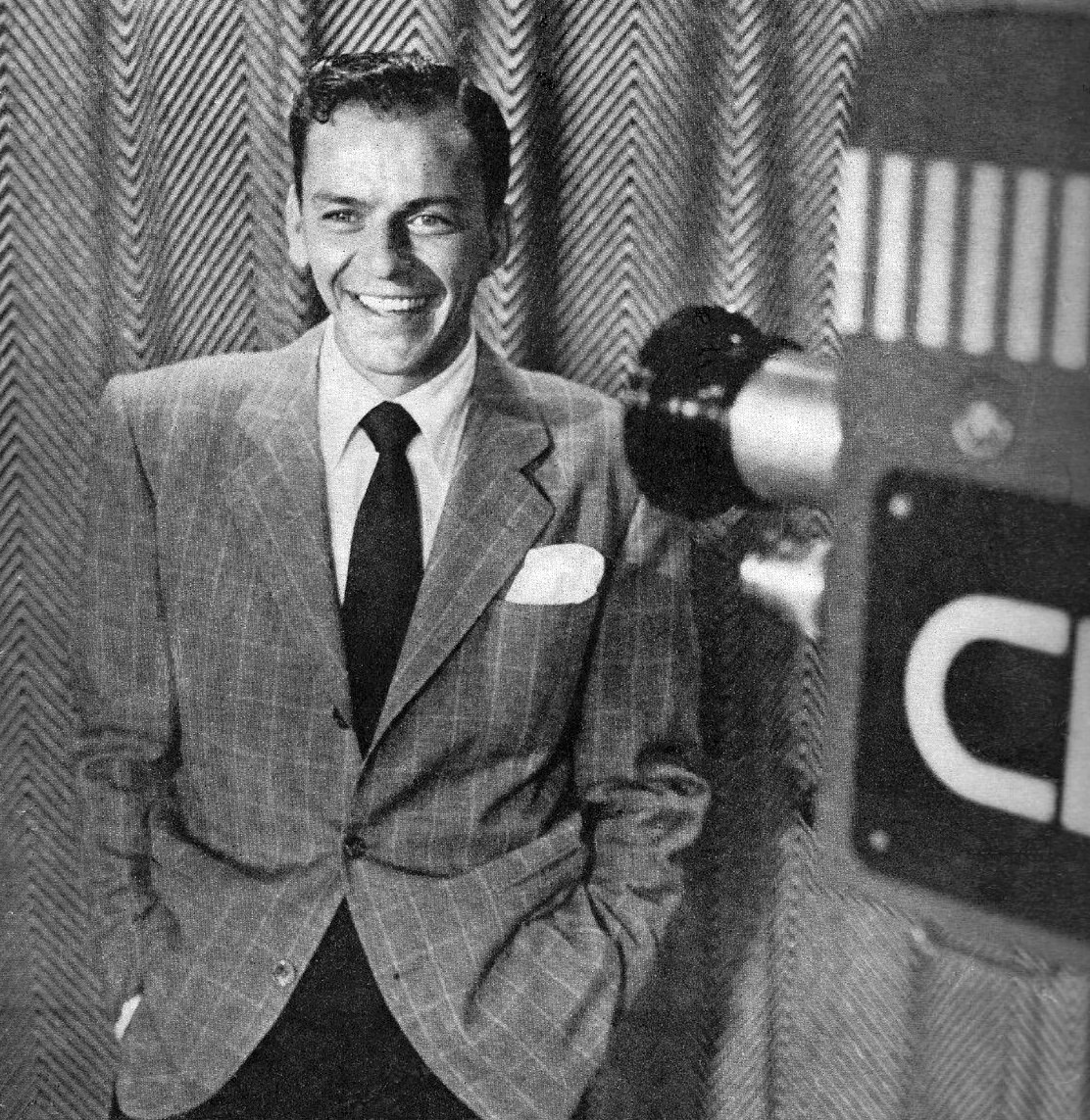
Frank Sinatra, en 1950 dans un studio de la télévision

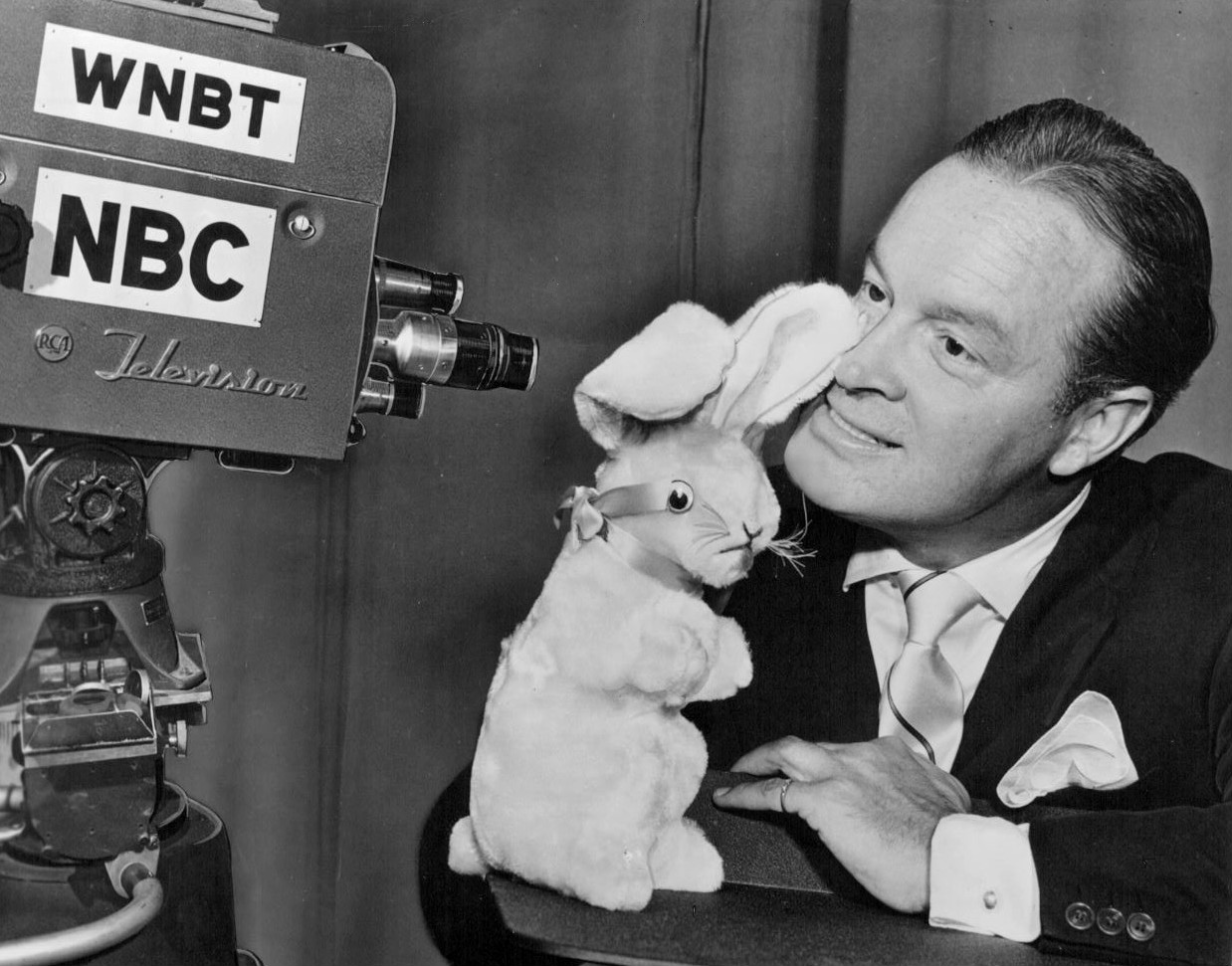
Bob Hope en 1950, dans un studio de télévision

##### Le succès confirmé
La réputation de Peggy Lee n'est plus à faire, les succès s'enchaînent et elle est invitée sur les chaînes de radio et de télévision. Son activité discographique ne reflète pas la réalité de sa vie artistique. Elle se produit dans divers concerts aux côtés de vedettes nationales : Bing Crosby, Louis Armstrong, Jack Teagarden, Joe Venuti, etc.
Après les succès de Mañana et de Golden Earings, le magazine Billboard déclare Peggy Lee « Nation's Number One Vocalist / Vocaliste numéro un de la nation » pour l'année 1948. À la fin de l'année 1949, le nombre de disques 78 tours contenant It's a Good Day, Mañana et de Golden Earings dépassent les quatre millions d'exemplaires. La même année, elle chante I Let a Song Go out of My Heart une chanson écrite par son compositeur et chef d'orchestre préféré Duke Ellington que l'on pourrait croire chantée par Billie Holiday. Elle est également une fan du pianiste et compositeur de jazz Willard Robison (en), qui l’accompagnera à la radio. Toujours en 1949, elle enregistre Ghost Riders In The Sky, une chanson composée par Stan Jones, interprétée par le chef d'orchestre Vaugh Monroe qu'elle revisite pour être considérée comme une réussite de la rencontre entre le jazz, le blues et la chanson populaire.

##### Le déclin de Dave Barbour
Peggy Lee, part donner un concert à Saint Louis dans le Missouri sans Dave Barbour, dont la santé minée par l'alcoolisme, le rend incapable de la suivre, c'est le début de la rupture. Elle le remplace par un ancien guitariste de Benny Goodman, Mike Bryant. Cet épisode lui confirme qu'elle ne peut plus compter sur lui, ni sur aucun homme, que c'est à elle de diriger sa carrière ; dans les années à venir, elle aura la réputation d'une artiste qui règle le moindre des détails touchant sa carrière : contrats, logistique, presse, arrangements musicaux, etc,.

##### Le retour aux concerts
À partir de 1950, l'industrie naissante de la télévision a besoin de vedettes pour augmenter son audience, c'est ainsi que Peggy Lee est, avec Frank Sinatra, Bob Hope, Bing Crosby, une invitée incontournable des spectacles télévisés, Malgré son succès sur le petit écran, elle se rend compte que rien ne remplace la présence vivante d'un concert.
Au début de l'année 1950, elle décide de se produire dans la ville de ses débuts, Valley City. Elle accepte la présence de Dave Barbour parmi ses musiciens, car ses médecins lui disent qu'atteint d'un cancer, il n'a plus longtemps à vivre. À sa descente d'avion à l'Aéroport international Hector de Fargo, elle est reçue par les notables du Dakota du Nord. Valley City l’accueille en grande pompe, avec des défilés de quatre fanfares, l'American Legion, etc. Quand sa berline descend l'avenue principale de Valley City, elle est acclamée par la population, des jeunes femmes s'approchent de son véhicule pour la voir de près. Stanley Kubrick qui est photographe pour le magazine Look a immortalisé l’événement par une photo qui porte le titre de The Ballad of Peggy Lee, prise le 18 juillet 1950. Elle dîne avec son amie, Belle May Ginsberg, la pianiste qui l'accompagnait lors de ses prestations à la station de radio KOVC à Valley City. Après ses concerts, Dave Barbour et elle se séparent définitivement,.

#### Hollywood (1952-1956)

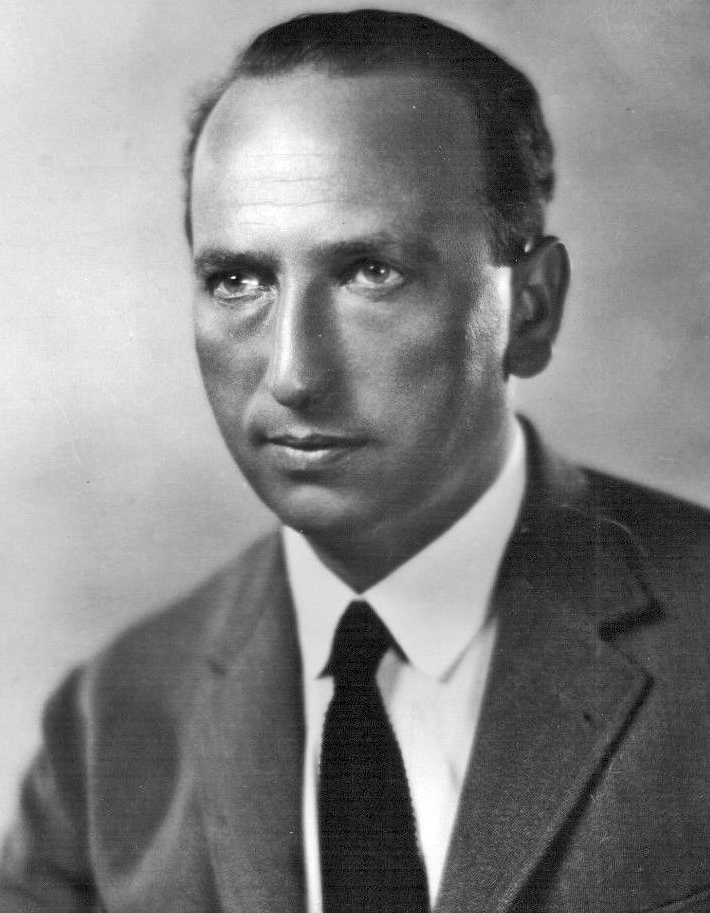
Michael Curtiz.

Dès le début des années 1940, Peggy Lee est approchée par le monde du cinéma, mais elle ne donne pas suite, arguant de ses difficultés à faire face aux caméras. Se contentant d’apparaître dans des films en tant que Peggy Lee, comme dans le film Monsieur Musique de 1950.

##### Le Chanteur de jazz
En 1952, le réalisateur Michael Curtiz se lance dans un remake du Chanteur de jazz de 1927. Il cherche une chanteuse pour donner la réplique à Danny Thomas. Après le refus de Doris Day, il écoute une prestation de Peggy Lee qui l'enthousiasme, il propose le rôle et comme Peggy Lee est une admiratrice du réalisateur de Casablanca, elle dit « oui ». La nouvelle fait dire à Down Beat qu'« une carrière d'actrice prometteuse s'ouvre pour Peggy Lee »,.
C'est pendant le tournage du Chanteur de jazz, que Peggy Lee fait la rencontre de l'acteur Brad Dexter qu'elle épouse le 4 janvier 1953.
La première du film a lieu le 14 février 1953 au Paramount Theatre, si l'accueil du film est mitigé en revanche les prestations d'actrice et de chanteuse de Peggy Lee sont saluées de façon unanime. Le magazine Down Beat écrit « La prestation de Peggy Lee n'est pas seulement celle d'une actrice, mais la venue d'une personnalité unique dans le cinéma. », le reporter présent de l'Associated Press se dit « médusé » par Peggy Lee. Si Le Chanteur de jazz n'a pas le succès attendu, en revanche il permet à Peggy Lee d'avoir un nouvel auditoire, d'entrer dans l'univers du cinéma, d'être notamment invitée à participer à la cérémonie des remises des Oscars du cinéma de 1953.

##### La Belle et le Clochard(1955)
Les studios Walt Disney se lancent dans la création d'un dessin animé de longue durée ayant pour sujet des chiens ayant pour titre La Belle et le Clochard. Pour la réalisation, ils font appel à Clyde Geronimi, Wilfred Jackson et Hamilton Luske. Pour illustrer des scènes du film, les studios Disney ont besoin de chansons et sollicitent les services de Sonny Burke et Peggy Lee ; ils écrivent six chansons La La Lu, What'is a Baby, The Siamese Cats Song, He's a Tramp, Bella Notte (en) et Peace on Earth, quatre autres chansons ont été écrites mais non retenues ; La La Lu, The Siamese Cats Song et He's a Tramp sont écrites et chantées par Peggy Lee. Elle touche une rémunération de 3 500 $ pour sa participation au film.

##### Pete Kelly's Blues(1955)
En 1955, le réalisateur Jack Webb, un des amis de Peggy Lee, est convaincu qu'elle peut avoir une nouvelle carrière dans le cinéma et il la contacte pour lui proposer un rôle dans un de ses prochains films qui aurait pour thème le milieu du jazz ; Peggy Lee lui demande le scénario avant de donner sa réponse. Le titre du scénario est Pete Kelly's Blues. C'est l'histoire d'un cornettiste de jazz des années 1920, Pete Kelly qui se confronte au milieu de la pègre. Parmi les actrices, il y a Janet Leigh qui joue le rôle d'une mondaine entichée de Pete Kelly ; de son côté, Peggy Lee tiendrait le rôle de Rose Hopkins, une chanteuse de jazz alcoolique qui vit des relations ambivalentes entre Pete Kelly et Fran McCarg, le chef de la pègre locale et politicien véreux, joué par Edmond O'Brien, qui la maltraite et dont elle ne peut sortir de l'emprise à cause de son alcoolisme. Après lecture du script, Peggy Lee donne son accord.
Peggy Lee rejoint la distribution aux côtés d'Edmond O'Brien, Jack Webb, Janet Leigh, Lee Marvin, Ella Fitzgerald, Martin Milner. Si le film ne reste pas longtemps à l'affiche, en revanche sa musique est remarquée notamment les interprétations d'Ella Fitzgerald et de Peggy Lee. Cette dernière est nommée lors de la 28e cérémonie des Oscars, catégorie Oscar de la meilleure actrice dans un second rôle aux côtés de Betsy Blair, Marisa Pavan, Natalie Wood et de la lauréate Jo Van Fleet. Malgré les critiques élogieuses, ce sera la dernière prestation de Peggy Lee en tant qu'actrice,,,.

#### La chanteuse de studio et de club de Jazz (1956-1964)

##### Le retour chez Capitol Records

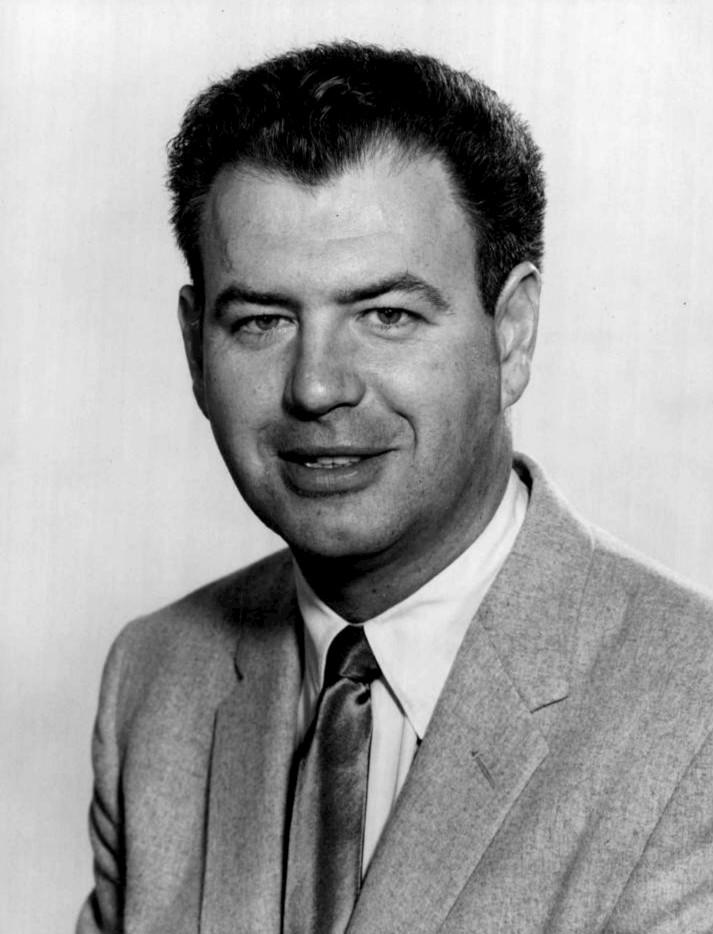
Nelson Riddle en 1958

En 1957, le contrat qui liait Peggy Lee à la firme Decca Records expire. Elle renoue avec la société Capitol Records par l'enregistrement de l'album The Man I Love (en) en juillet 1957 sur une idée de Frank Sinatra qui le produit, choisit les chansons et qui dirige l'orchestre de Nelson Riddle. C'est l'aboutissement d'une amitié entre les deux chanteurs.

##### Fever

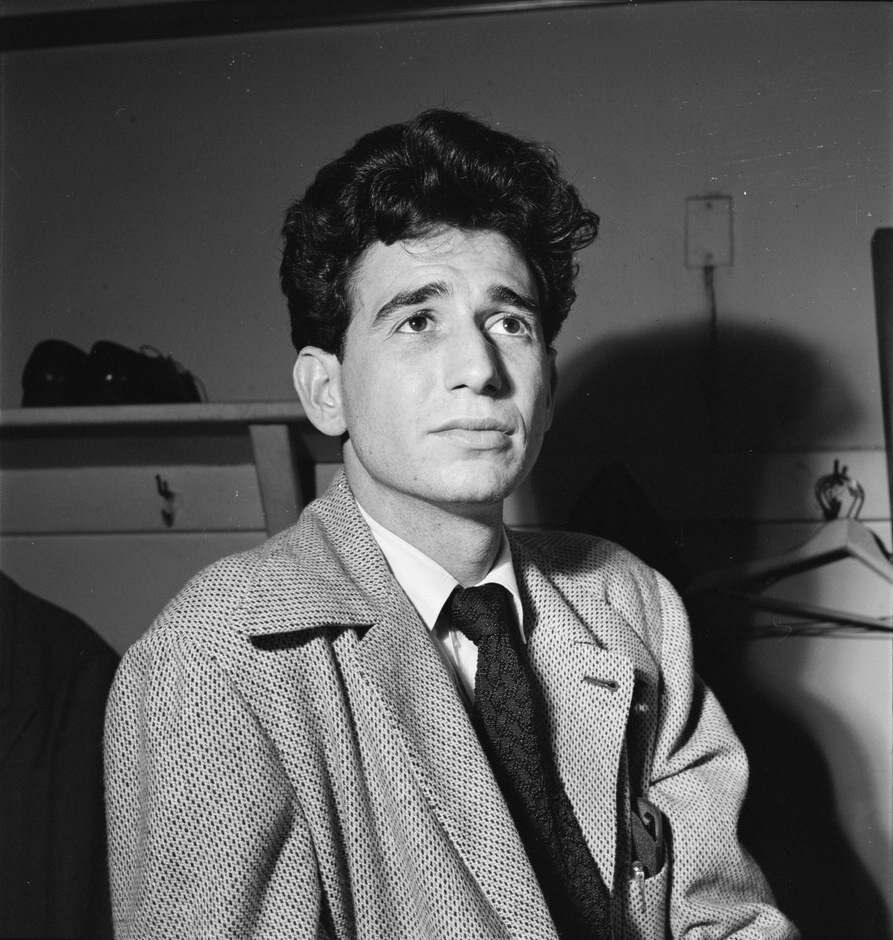
Shelly Manne

En 1956, le jeune chanteur Little Willie John enregistre un album All Around the World ; sur ce dernier figure une chanson au titre court Fever. Dès que Peggy Lee l'écoute, elle reprend la chanson par plusieurs fois et décide de l’enregistrer.
Le style de Fever rompt avec le style habituel de Peggy Lee, reconnue avant tout comme une chanteuse de jazz. Il semble difficile de l'intégrer dans un de ses albums. Aussi est-il décidé de graver deux disques séparés, un album Things Are Swingin' (en) et un single Fever à l'interprétation dépouillée. Peggy Lee y est accompagnée par le contrebassiste Jack Mondragon, le batteur Shelly Manne avec des claquements de doigts faits par le guitariste Howard Roberts.  Les deux sortent en mai 1958. Les ventes de Fever explosent, Fever apparaît comme la chanson la plus sexy que Peggy Lee n'ait jamais chantée, son interprétation prend le pas sur celle de Little Willie. C'est un succès international et la ponctuation rythmique par des claquements de doigts sera reprise notamment par la chanson des Jets Street dans le film West Side Story,,.

##### La collaboration avec George Shearing

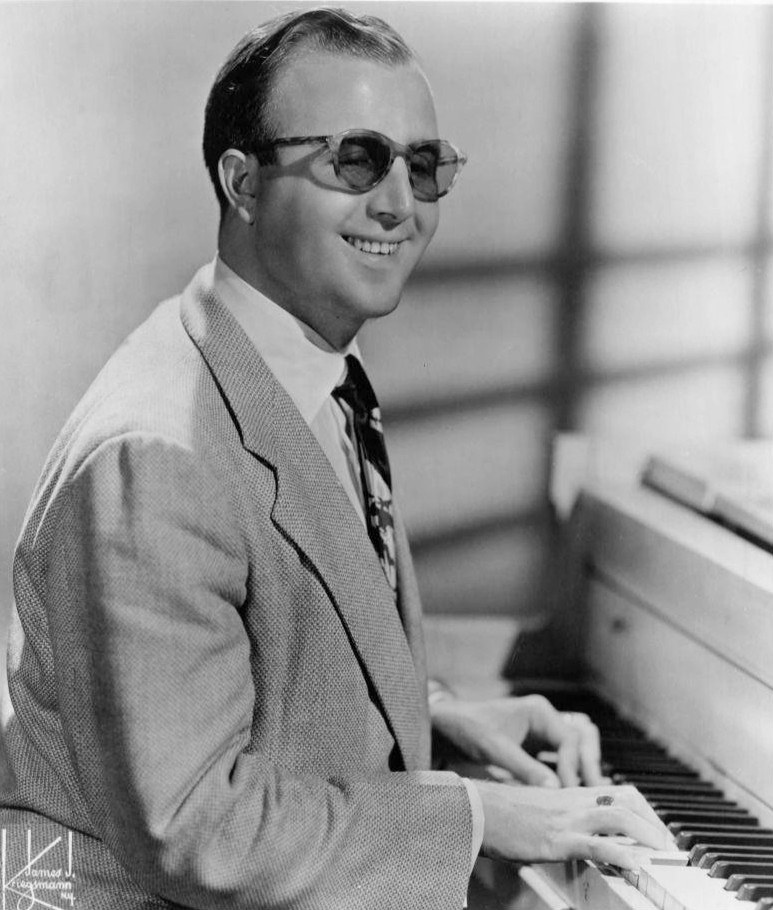
George Shearing en 1959

En mai 1958, Peggy Lee se joint au quintet du pianiste George Shearing qui se produit à l'hôtel Ambassador de Miami Beach. Sur l'initiative du producteur Dave Cavanaugh (en), leur collaboration est enregistrée sous le titre Beauty and the Beat! (album de Peggy Lee) (en). L'album qui est considéré à l'époque comme le meilleur enregistrement public de jazz.
Cela dit, les recherches acoustiques ultérieures qui ont analysé les rééditions sur CD de l'album, notamment celles du critique Will Friedwald (en) ont établi le fait qu'il s'agissait d'un enregistrement en studio. Ce qui n'enlève rien à la qualité musicale de l'album.

#### Un retrait progressif (1964- 2002)
À partir du milieu des années 1960, la santé de Peggy Lee se détériore du fait de complications liées au diabète, d'une cardiopathie et des suites d'une blessure au dos, elle continue de chanter jusque dans les années 1990, quelquefois en fauteuil roulant. Elle étonne encore le public et les critiques,,.
Le 31 juillet 1993, Peggy Lee se produit au Concord Jazz Festival (en) de Californie en fauteuil roulant ; la critique et pianiste de jazz Marian McPartland, écrit combien elle reste étonnée par la qualité de sa prestation.
Le 2 août 1995, Peggy Lee donne son dernier concert en public au Hollywood Bowl de Los Angeles, avec le pianiste George Shearing et Mel Tormé avec qui elle chante en duo,
.

### Vie privée
- En 1943, elle épouse le guitariste et compositeur Dave Barbour, le couple divorce en 1951 à la suite de l'alcoolisme dans lequel a sombré Dave Barbour, le couple a donné naissance à une fille Nicki Lee Barbour (1943-2014)[116],[117],[26],
- Le 4 janvier 1953, elle épouse l'acteur Brad Dexter, le couple divorce huit mois après[95],[118],[119],
- En 1956, elle épouse l'acteur Dewey Martin, le couple divorce en 1959[26],
- En 1964, elle épouse le musicien argentin Jack Del Rio, qui la quitte au bout de trois mois, le couple divorce officiellement en 1965[120],[121],[110].

Après des années de mauvaise santé, liée à une addiction aux tranquillisants et à l'alcool, Peggy Lee décède des suites de complications liées au diabète et d'une crise cardiaque à l'âge de 81 ans dans sa résidence de Bel Air à Los Angeles,,.
Peggy Lee est incinérée, ses cendres sont enterrées au Westwood Village Memorial Park Cemetery de Los Angeles dans la section Garden Serenity,.

## Regards sur son œuvre
Le critique et producteur de jazz Leonard Feather a écrit en 1969, « Si vous n'êtes pas ému en entendant la voix de Peggy Lee, c'est que vous êtes mort. »,.
Duke Ellington l'appelle « The Queen » (La reine), .
Paul McCartney, l'un de ses fans, a écrit la chanson titre de son album de 1974 Let's Love (album) (en).

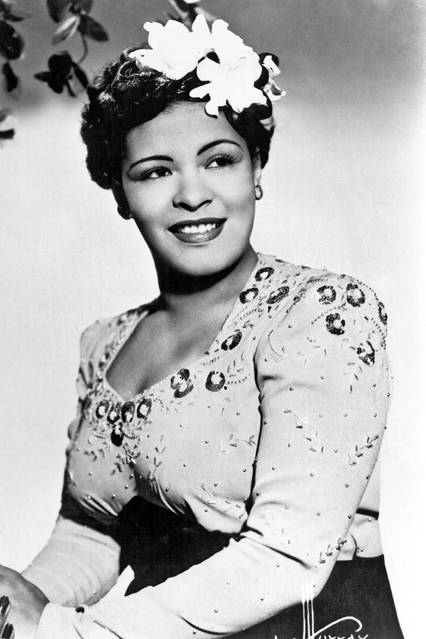
Billie Holiday.

En 2010, l’historien du jazz Will Friedwald (en) écrit : « Peggy Lee est une chanteuse rare aux dons pour l'interprétation et la polyvalence rythmique qui ont fait d'elle la styliste musicale la plus importante d'Amérique [...] une chanteuse qui a un rare sens du blues ».
Ce même historien place Peggy Lee avec Anita O'Day et Kay Starr comme étant les héritières directes de Billie Holiday, ces trois chanteuses puisant leur inspiration dans la manière de chanter le blues selon Billie Holiday. Sans oublier l'autre source de Peggy Lee : la chanteuse Lee Wiley. Durant sa collaboration avec Benny Goodman, Peggy Lee a souvent souffert de la comparaison avec Billie Holiday. En plus de Lee Wiley, elle puisait également son style de celui de Mildred Bailey,,.
Le critique musical britannique, John Fordham (critique de jazz) (en) écrit dans le Guardian du 22 janvier 2002 que Peggy Lee est « une chanteuse inégalée mêlant humour, sensualité, intelligence avec un minimalisme extraordinairement expressif »,.
Le critique musical américain Henry Pleasants (en) estime que Peggy Lee domine la panthéon de la chanson internationale avec Frank Sinatra et Ella Fitzgerald.
Le critique de jazz britannique Peter Clayton (en) et animateur de la BBC, mort en 1991, écrivait au sujet de Peggy Lee qu'elle est « tout simplement la meilleure chanteuse / le meilleur chanteur de l'histoire de la musique populaire »,,.
Comme Frank Sinatra, elle a débuté à l'ère du big band, puis l'un comme l'autre se font fait connaître comme chanteurs solistes au style unique, qui fera leur célébrité, tous deux ont fait du cinéma (Sinatra beaucoup plus que Lee) et étaient enracinés dans le monde du jazz. Comme Frank Sinatra, Peggy Lee n'a pas reçu de son vivant la reconnaissance qu'elle mérite en tant qu'artiste de jazz. Mais, dans les deux cas, la preuve reste dans leurs enregistrements, témoignages de talents qui ont traversé le monde de la musique pop sans jamais perdre leurs enracinements dans le jazz. Comme Frank Sinatra, Peggy Lee a séduit des millions de personnes avec son grain de voix sensuel et sophistiqué,,,,.

## Discographie
La discographie est établie à partir des ressources relatives à la musique consultables à la section Liens externes.

### Capitol Records (78 tours)
- 1944 : Peggy Lee (That Old Feeling / Ain't Goin' No Place), label Capitol
- 1944 : What More Can A Woman Do? / You Was Right, Baby,
- 1945 : Waitin' for the Train to Come In / I’m Glad I Waited for You
- 1946 : Aren't You Kind of Glad We Did? / It's All Over Now
- 1946 : Everything's Movin' Too Fast / It's Lovin' Time
- 1946 : He’s Just My Kind / It’s a Good Day
- 1946 : I Don’t Know Enough About You / I Can See It Your Way, Baby,
- 1946 : Linger in My Arms a Little Longer, Baby / Baby You Can Count on Me
- 1947 : A Nightingale Can Sing the Blues / There’ll Be Some Changes Made
- 1947 : Chi-baba Chi-baba (My Bambino Go to Sleep) / Ain’tcha Ever Comin’ Back
- 1947 : Swing Low, Sweet Chariot / Speaking of Angels
- 1948 : Don't Smoke in Bed / Everybody Loves Somebody
- 1948 : Bubble-loo, Bubble-loo / Why Don’t You Do Right?
- 1948 : It’s a Good Day / You Was Right, Baby
- 1948 : Mañana (Is Good Enough for Me) / All Dressed Up With a Broken Heart,
- 1948 : Rendezvous with Peggy Lee (coffret de 3 disques 78 tours: 6 chansons),
- 1949 : Neon Signs / Through a Long and Sleepless Night

### Capitol Records
- 1950 : My Best to You: Peggy Lee Sings
- 1957 : The Man I Love (en), arrangements et direction d'orchestre par Nelson Riddle,
- 1958 : Jump for Joy (en), arrangements et direction d'orchestre par Nelson Riddle,
- 1959 : Things Are Swingin' (en), arrangements et direction d'orchestre par Jack Marshall,
- 1959 : I Like Men! (en), arrangements et direction d'orchestre par Jack Marshall,
- 1959 : Beauty and the Beat, accompagnée par le quintet de George Shearing,
- 1960 : Latin ala Lee! (en), arrangements et direction d'orchestre par Jack Marshall,
- 1960 : All Aglow Again! (en), arrangements et direction d'orchestre par Jack Marshall,
- 1960 : Pretty Eyes (en), arrangements et direction d'orchestre par Billy May,
- 1960 : Christmas Carousel (en), arrangements et direction d'orchestre par Billy May,
- 1960 : Olé ala Lee (en), arrangements et direction d'orchestre par Joe Harnell,
- 1961 : Basin Street East Proudly Presents Miss Peggy Lee (en), enregistrement public au night-club le Basin Street East de New York,
- 1961 : If You Go (en), arrangements et direction d'orchestre par Quincy Jones,
- 1962 : Blues Cross Country (en), arrangements et direction d'orchestre par Quincy Jones et Benny Carter,
- 1962 : Bewitching Lee! (compilation),
- 1962 : Sugar 'n' Spice (Peggy Lee album) (en), arrangements et direction d'orchestre par Benny Carter,
- 1963 : Mink Jazz (en), arrangements et direction d'orchestre par Benny Carter et Max Bennett (musicien),
- 1963 : I'm a Woman (Peggy Lee album) (en),
- 1964 : In Love Again! (en), arrangements et direction d'orchestre par Dick Hazard, Bill Holman and Shorty Rogers.
- 1964 : In the Name of Love (Peggy Lee album) (en), arrangements et direction d'orchestre par Billy May, Dave Grusin et Lalo Schifrin,
- 1965 : Pass Me By (en),
- 1965 : Then Was Then – Now Is Now! (en),
- 1966 : Guitars a là Lee (en),
- 1966 : Big $pender (en), arrangements et direction d'orchestre par Dave Grusin, Bob Bain, Billy May et Dick Hazard,
- 1967 : Extra Special! (en), arrangements et direction d'orchestre par Quincy Jones, Ralph Carmichael, Bill Holman et Johnny Mandel,
- 1967 : Somethin' Groovy! (en), arrangements et direction d'orchestre par Ralph Carmichael et Toots Thielemans à l'harmonica,
- 1968 : 2 Shows Nightly (en), album retiré de la vente sur la demande expresse de Peggy Lee,
- 1969 : A Natural Woman (en), arrangements et direction d'orchestre par Bobby Bryant (musician) (en) et Mike Melvoin,
- 1969 : Is That All There Is? (album) (en), arrangements et direction d'orchestre par Randy Newman
- 1970 : Bridge over Troubled Water (Peggy Lee album) (en),
- 1970 : Make It with You (album) (en), arrangements et direction d'orchestre par Benny Golson,
- 1971 : Where Did They Go (album) (en), arrangements et direction d'orchestre par Don Sebesky et Al Capps (en),
- 1972 : Norma Deloris Egstrom from Jamestown, North Dakota (en),

### Decca Records
- 1952 : Road to Bali: Selections from the Paramount Picture
- 1953 : Black Coffee (Peggy Lee album) (en), version 25 cm,
- 1954 : Selections from Irving Berlin's White Christmas (en), avec la participation de Bing Crosby and Danny Kaye,
- 1954 : Songs in an Intimate Style avec la participation d'Ella Fitzgerald, arrangement et direction d'orchestre Gordon Jenkins et Victor Young,
- 1956 : Black Coffee, version 30 cm,
- 1957 : Dream Street (Peggy Lee album) (en), arrangement et direction d'orchestre par Sy Oliver,
- 1957 : Songs from Walt Disney's "Lady and the Tramp"
- 1958 : Sea Shells (en), arrangement et direction d'orchestre par Sy Oliver,
- 1959 : Miss Wonderful (en), arrangement et direction d'orchestre par Sy Oliver,
- 1964 : Lover,
- 1964 : The Fabulous Peggy Lee.

### Albums Post-Capitol
- 1974 : Let's Love (en),
- 1975 : Mirrors (Peggy Lee album) (en), chansons et musiques de Jerry Leiber et Mike Stoller, arrangement et direction d'orchestre par Johnny Mandel,
- 1977 : Live in London
- 1977 : Peggy
- 1979 : Close Enough for Love
- 1988 : Miss Peggy Lee Sings the Blues
- 1990 : The Peggy Lee Songbook: There'll Be Another Spring (enregistré en 1989)
- 1993 : Love Held Lightly: Rare Songs by Harold Arlen (enregistré en 1988)
- 1993 : Moments Like This (enregistré en 1992)
- 1997 : The Best of Peggy Lee: The Capitol Years (Blue Note Records)

## Filmographie
Peggy Lee fut une actrice occasionnelle, elle apparaît dans des films musicaux où elle joue son propre rôle, ses deux films en tant qu'actrice sont Le Chanteur de jazz de Michael Curtiz et La Peau d'un autre de Jack Webb
- 1943 : The Powers Girl (en) de Norman Z. McLeod : elle-même
- 1943 : Le Cabaret des étoiles (Stage Door Canteen) de Frank Borzage : elle-même
- 1946 : Jasper in a Jam (en) (court-métrage) de George Pal : Harl (voix)
- 1947 : Midnight Serenade (court-métrage) de Alvin Ganzer : Peggy Marsh
- 1950 : Monsieur Musique (Mr. Music) de Richard Haydn : elle-même
- 1952 : Le Chanteur de jazz (The Jazz Singer) de Michael Curtiz : Judy Lane
- 1955 : La Belle et le Clochard (Lady and the Tramp) de Clyde Geronimi, Wilfred Jackson et Hamilton Luske : Darling Dear / Si et Am (les Siamois) / Peg (voix)
- 1955 : Le Gang du blues (Pete Kelly's Blues de Jack Webb : Rose Hopkins

## Prix et distinctions
- 1946 : le magazine Down Beat nomme Peggy Lee Number One Girl Singer (« Chanteuse numéro un »)[140],
- 1956 : nommée lors de la 28e cérémonie des Oscars, catégorie Oscar de la meilleure actrice dans un second rôle[141],
- 1960 : cérémonie d'inscription de son étoile sur le Walk of Fame d'Hollywood au 6319 Hollywood Boulevard (catégorie chanteuse)[99],[142],
- 1969 : lauréate du Grammy Award de la meilleure performance vocale féminine pour son tube de 1969 Is That All There Is?[143],[144],
- 1975 : l'université d'État du Dakota du Nord, l'élève au grade de Docteur honoris causa en musique[145],
- 1994 : lauréate du Lifetime Achievement Award (prix pour l'ensemble de sa carrière) décerné par la Society of Singers (en)[146],
- 1995 : lauréate du Grammy Lifetime Achievement Award[147],
- 1999 : cérémonie d'entrée au Songwriters Hall of Fame[148],

## Hommage
- 2020 : l'American Society of Composers, Authors and Publishers (ASCAP) crée le Peggy Lee Songwriter Award[149],[150],

## Anecdote
En 1988, lorsque le président Ronald Reagan accueille le président François Mitterrand à la Maison-Blanche, Peggy Lee est invitée pour chanter du blues devant eux.